# 广德市
30°53′44″N 119°24′39″E / 30.89556°N 119.41083°E
广德市原为广德县，古称桐汭，是中华人民共和国安徽省下属的一个县级市，由宣城市代管，位于安徽省东南部，长江三角洲西部，苏浙皖三省八县（市）交界处，区域总面积为2,165平方公里。常住总人口约50万人，市政府驻桐汭街道。2006年，广德县被列为安徽省直辖市部分经济社会管理权限的试点县市之一。2019年撤县设市。2020年11月入选“第六届全国文明城市”。

## 词源
广德地区最早见诸历史记载的名字为“桐汭”，出现在《左传》中。而“广德”这一地名，最早出现于《三国志》中。虽然该地的名字时有变更，但“广德”之名最为常用。“广德”这一名称的由来目前已经无从考证（3:46）。1996年版《广德县志》中提到，取名意在标榜“皇恩浩荡，帝德广大”。实际上，广德建县时不晚于建安八年（203年），此时孙权尚未称王、称帝，因此这一说法有误，后来在2013年版《广德县志》中予以更正。一说是以旧广德王国为名。广德王国，最早见于《汉书·景十三王传》及《中山靖王胜传》，位于今黟县境内。但有人对此表示反对，认为广德县与广德王国“相距五百余里，马牛不及”，因此没有关联。

## 历史

### 史前至宋朝
廣德地区在石器时代即有人类活動。柏垫镇下阳遗址出土的有段石锛说明了当时广德农业文明已经达到一定的水平，而且与良渚文化保持着某种联系。春秋战国时，广德地区先后属吴国、越国、楚国。楚国进攻吴国时，楚国的军队在此集结。秦置36郡，属鄣郡地域。汉武帝元狩二年（前121年），改鄣郡为丹阳郡（又作丹杨郡）。广德地属故鄣县。
东汉建安初，孙策平定宣城以东地区，析故鄣置广德县。但具体建县年代难成定论。建安五年（200年），徐琨担任督军中郎将，战胜庐江太守李术后，被封为广德侯。建安八年（203年），吕蒙因跟随孙权讨伐丹阳有功，被任命平北都尉，兼任广德长（即广德县令），这是广德这一地名首次出现的地方（3:28）。西晋平吴，太康二年（281年），分丹阳郡置宣城郡，属于扬州，广德隶属宣城郡。
南朝宋永初三年（422年），广德、故鄣、长城、阳羡、义乡五县被合并为绥安令，属宣城郡。泰始四年（468年），绥安令省并，改属南徐州义兴郡。齐永明二年（484年），割扬州宣城郡等县置南豫州，广德县为宣城郡首邑。梁天监二年（503年），改广德县为石封县，县名与山城群山有关。绍泰元年（555年）于石封县增置广梁郡，陈详担任太守。徐度平定侯景之乱后，被封为广德侯，此时广德有五百户人家。陈永定二年（558年）八月，郡名改为陈留郡。
隋开皇九年（589年），废陈留郡，并广德、安吉、原乡、故鄣四县入石封，改石封县为绥安县，属宣城郡。仁寿三年（603年），绥安县改属湖州。大业二年（606年），绥安县移治今桃州镇，复属宣城郡。唐武德三年（620年），以绥安县置桃州，并置桐陈、怀德二县，属江南西道。因境内桃花山多桃树，花开似锦，故名桃州。武德七年（624年）废桃州，并桐陈、怀德入绥安县，属宣州宣城郡。至德二年（757年）九月改绥安县为广德县，以县界广德故城为县名。
五代十国吴，广德县属宁国军宣州。南唐昇元元年（937年），广德县改属昇州（又称西都）江宁府。保大八年（950年），改为广德制置司，仍属江宁府。宋开宝八年（975年），广德自江宁府来隶宣州。太平兴国四年（979年）置广德军，治广德县，隶属江南东路。端拱元年（988年），以郎布镇为县，置建平县，广德军辖广德县、建平县。南宋建炎元年（1127年），广德军属建康府。建炎三年（1129年）十一月二十二日，岳飞到达广德军，与金兵交锋，六战六捷，收复了溧阳县，后与金兵交战于常州界，最终将金兵击退至镇江府，有力打击了金兵。同年，金兀术攻打临安，取道于此。绍兴初（1131年后），属江南东路。

### 元朝至清朝
元至元十四年（1277年），改广德军为广德路，路设总管府领广德、建平两县，属江浙行中书省。至正十六年（1356年）6月，朱元璋占领该地，始建城池，改广德路为广兴府，广德县为广阳县。广兴府辖广阳、建平两县，属江南行中书省。明洪武元年（1368年），广兴府属京师直隶，不久改称广德府。洪武四年（1371年）九月，改府为州，直隶南京。洪武十三年（1380年）四月，省广阳县入州，领建平县。永乐元年（1403年），隶属南直隶。
清顺治广德直隶州属江南左布政使司。康熙元年（1662年）分建安徽省。康熙六年（1667年），广德直隶州隶属安徽省，领建平县。雍正元年（1723年），设两江总督统治安徽、江苏、江西三省。咸丰四年（1854年），广德直隶州暂归浙江巡抚代管。咸丰十年（1860年）至同治三年（1864年），地处天京外围的广德成为太平军与清军对垒的主战场之一。双方在此地展开了数次大规模的戰鬥，州城屡次易主，后又发生瘟疫，導致广德人口从咸丰九年（1859年）的31万余人骤减至同治四年（1865年）的6,000余人。
清军于同治三年（1864年）胜利后，广德复属安徽省，隶徽宁池太广道。在地方官府的大力招徕下，大量外地农民遷入廣德地區。移民的主要來源包括今河南、湖北、浙江、安徽、湖南、江西、山东等省份，其中以河南为主。移民的迁入深刻影响了近代广德地區社会经济和文化生活发展的格局，外来经商者也与日俱增。同时，风俗习惯的差异以及彼此之间的利益冲突使得土客矛盾成为广德战后较长时期内社会政治生活中的一个重要内容。

### 中华民国时期

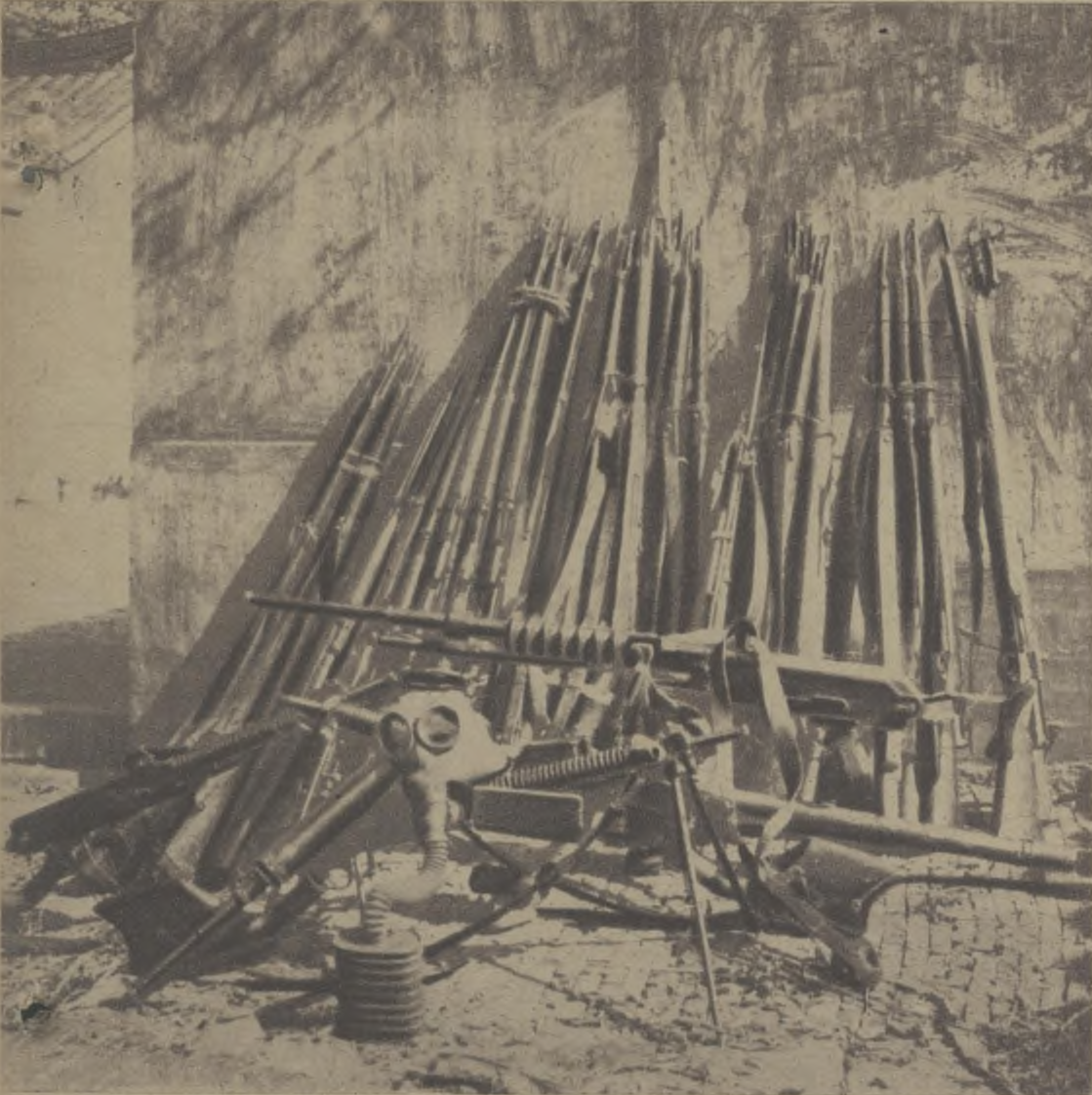
江南游击队在广德俘获之日军枪械

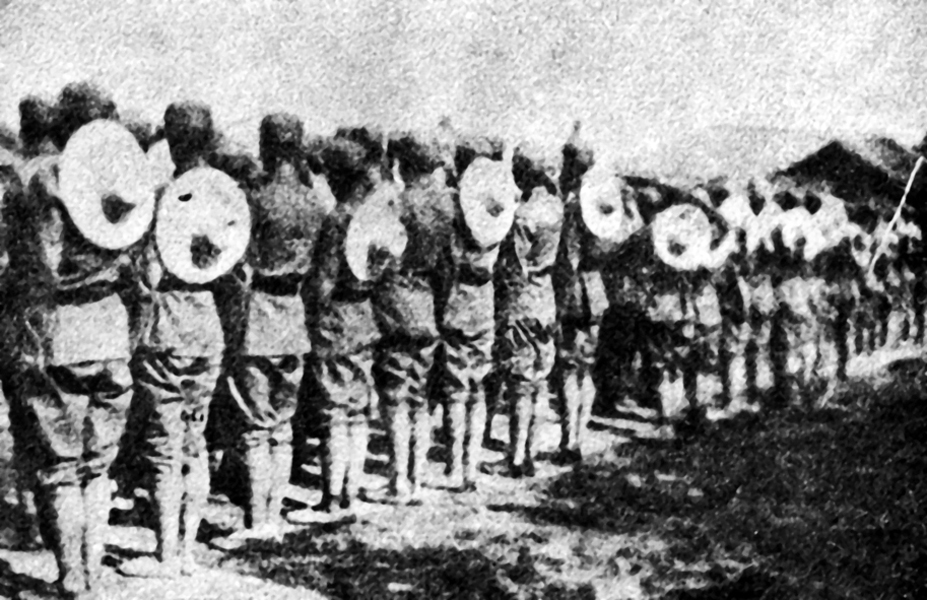
川军刘湘部在广德、泗安

民国元年（1912年）4月广德废州为县，不再领建平县，直属安徽省。民国3年（1914年）广德属安徽省芜湖道。民国8年（1919年）5月8日成立了广德县五四运动委员会，会址设在第一高等小学内，学生罢课三天。翌日千余人在南门体育场举行大会并进行游行。民国14年（1925年）6月5日广德县五卅惨案后援会成立，学生自6日起罢课四天，9日时百余师生上街游行。民国16年（1927年）撤芜湖道，广德直属安徽省。
1929年秋，广德地区蝗虫成灾。1930年春，广德春荒严重，中共广德县委發動广德暴动。4月，王金林率领游击队在独树街起义。同月，国民政府派卫戍团一个营会同地方自卫队進攻游擊隊，但未取得成功。10月，皖南红军独立团在独树街正式改编成立。同月安徽省政府增派五十七师三四二团加上地方民团2,000多人开始第二次進攻。红军损失惨重，兵力减少到70余人。民国20年（1931年）10月22日，红军攻打广德誓节渡失利。不久王金林被其警卫员出卖，被捕后處死。这是南昌起义失败之后，发生在苏浙皖边区的一起规模最大，坚持时间最长的革命武装暴动。
民国21年（1932年）春广德属宣城首席县长，8月安徽省开始实施行政督察专员制，10月后广德属安徽省第九行政区。民国26年（1937年）11月24日，川军一四五师师长饶国华奉令率部开赴广德进行广德保卫战，最终以身殉国。民国27年（1938年）1月13日，日军纵火焚烧县城及周围村庄，县城一片焦土。民国29年（1940年）8月后广德属安徽省第六行政区。抗日战争胜利后，1946年6月16日广德县临时参议会组成。1949年4月26日，中国人民解放军第三野战军第27军占領广德县城。翌日广德县民主政府成立。5月9日，中共广德县委、广德县人民政府正式成立。

### 中华人民共和国时期

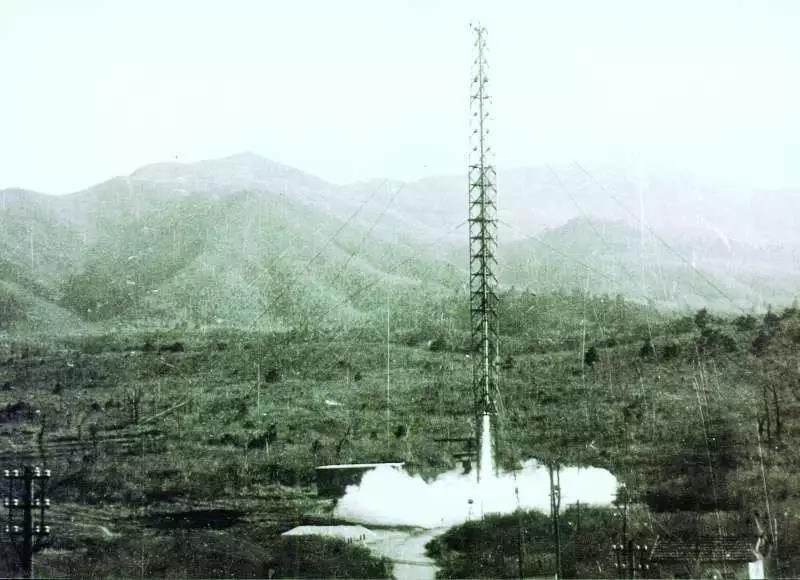
中国首枚T-7A探空火箭于广德火箭发射场点火升空的情景

中华人民共和国成立后，广德县初属皖南人民行政公署宣城专区。1952年属安徽省芜湖专区。1960年3月，广德火箭发射场（即603基地）于誓节镇建设。该火箭发射场是中华人民共和国探空火箭的发祥地，也是中华人民共和国最早的航天发射场之一，共进行了30多次各种类型和多种用途火箭发射试验。1966年7月15日和28日最后两次探空火箭发射任务中，將兩隻小狗成功送上天并返回。1971年3月，广德县属安徽省芜湖地区。1980年2月，芜湖地区改名为宣城地区，广德县属宣城地区。2001年1月，撤宣城地区建宣城市，广德县属宣城市。
2006年6月3日，一架隶属中国人民解放军空军的空警-200预警机在柏垫镇姚村上空失事坠毁，机上包括机组人员在内的40人全部罹难。这是中国人民解放军历史上最严重的空难，亦是中国空军2006年发生的四起空难中的第二起。2006年12月30日，广德县被安徽省人民政府列为12个享有省辖市部分经济社会管理权限的试点县市之一。2011年，广德县被批准为安徽省省直管试点县。2019年8月6日，安徽省人民政府正式公告，撤销广德县，设立县级广德市，以原广德县的行政区域为广德市的行政区域。广德市由安徽省直辖，宣城市代管。2020年11月，广德市入选“第六届全国文明城市”。

## 地理

### 境域
东汉建安初年广德置县后，由于建置置废频繁，地域详情失考。宋初，广德地域基本上为今广德和郎溪两县的范围。端拱元年（988年）置建平县后，广德县的地域范围即如现状。
今广德市位于安徽省东南端，皖、苏、浙三省结合部，长江三角洲西部，东临杭嘉湖，北倚苏锡常，为芜杭、宁黄（山）、沪黄（山）通衢之地。市境介于北纬30°37′—31°12′，东经119°02′—119°40′之间，南北长约65公里，东西宽约48公里，东与长兴县以界牌为界，东南与安吉县以苦岭关为界，西南与宁国市以长虹关为界，西部与宣州区以麻姑山为界，与郎溪县西界以分界山、西北界以白茅岭为界，北与溧阳市以铁冶岭为界，东北与宜兴市以西门界岗背高程360米处为界，总面积为2,165平方公里。广德市周边“两个半小时经济圈”有上海、杭州、南京、合肥等4个省会城市和16个大中发达城市，其中至上海城区约222公里，至杭州城区约139公里，至南京城区约196公里，至合肥城区约278公里。广德市是安徽省中唯一与苏浙两个发达省份毗邻接壤的县份，是东进西出的“桥头堡”、南北经济的结合点，也是华东沿海经济挺进安徽等中西部地区的第一站。

### 地形

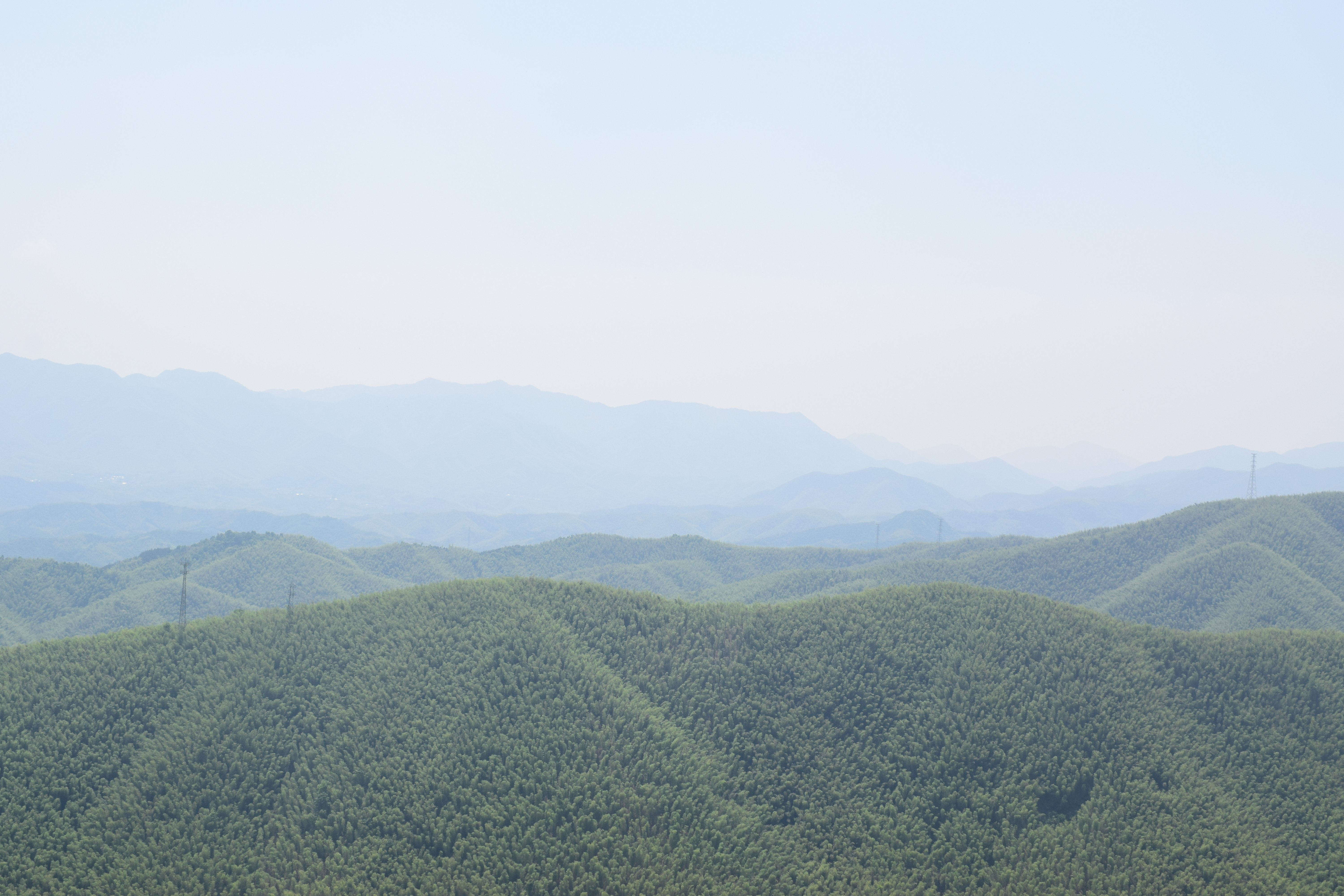
广德市南部的低山

广德市位于皖南山地与沿江平原的过渡带。广德所处的地区曾在海底，两亿多年前从海中逐渐出露，后经过几次强烈的地质活动，形成了特殊的地形环境和复杂的地貌格局。广德市南部以低山为主，山间发育峡谷，山地组成的岩性差异较大，有二长花岗岩、石英岩、砂岩、粉砂岩、石灰岩等；中部以岗地、河谷平原为主，相间分布，构成了广德盆地，市内河流都由此向西北流出，入郎溪县境内；北部以丘陵为主，仅皖、苏、浙接壤处有低山蜿蜒，组成丘陵的岩性与南部低山相似，但该处石灰岩质纯层厚，发育了典型的亚热带地下喀斯特溶洞。最高点为南部的马鞍山，海拔863.3米，最低点为西北边缘的狮子口，海拔14.5米。

### 水文

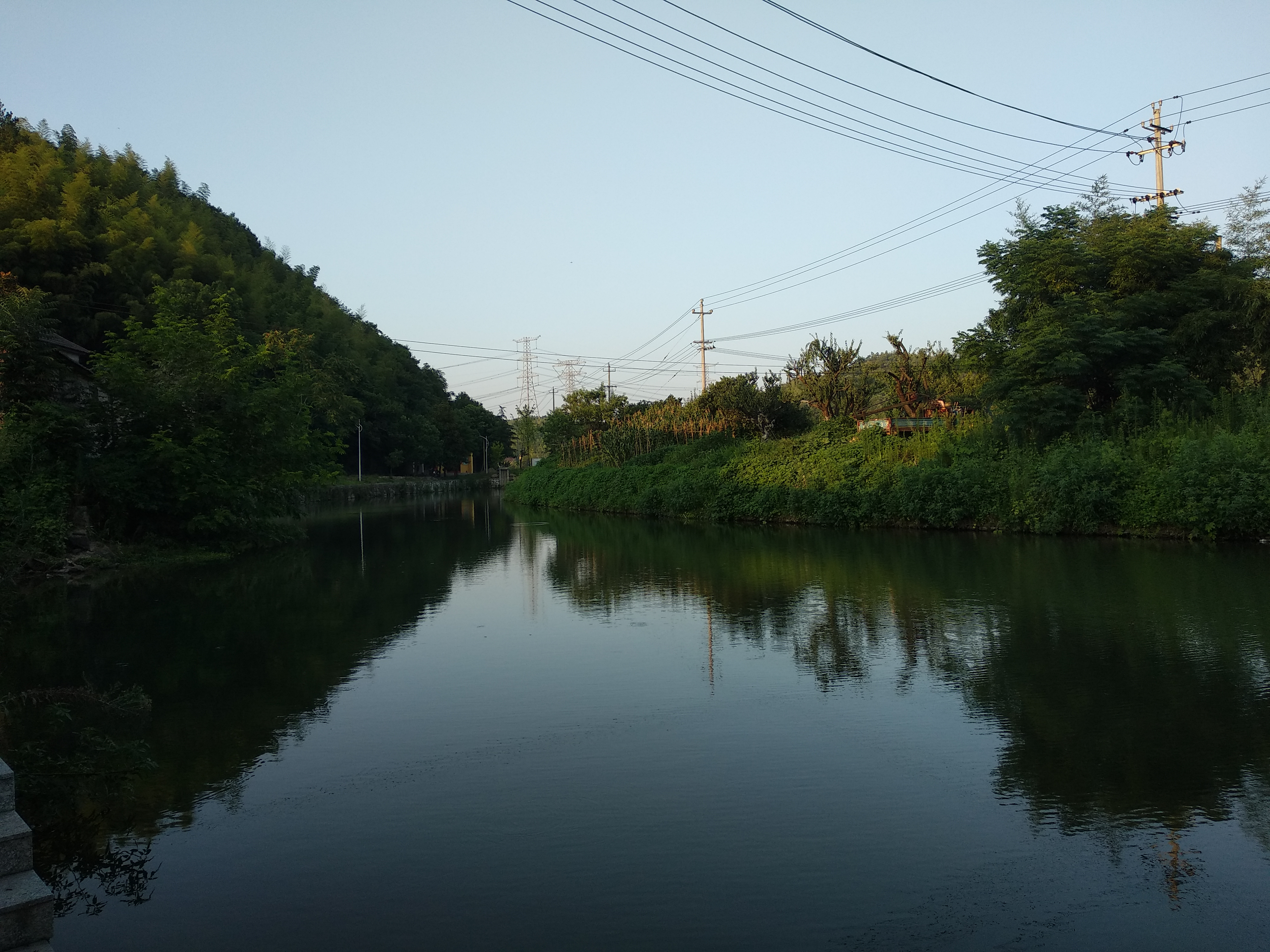
十里头的无量溪河

广德市河流均为出境河流。境内溪涧密布，桐汭河、无量溪由南向北贯穿全境，至郎溪县合溪口汇合为郎川河，注入宣州区和郎溪县交界处的南漪湖。境内另有花鼓河和粮长河两条主要河流。由于广德市属山区县，地势较高，地面比降大，流水易泄，因此湖泊少，蓄水量也小。二十世纪初，桐汭河可通木船至前程铺以上，无量溪河可通木船至卢村，由于水土流失日趋严重，河床淤积变迁，桐汭河自誓节渡以下仅能在丰水季节流放排筏，无量溪河已不再能通行任何水上工具。
桐汭河境内全长73.5千米，主要支流有10条，其中汇水面积较大的有化古河、月湾河等。桐汭河是由桐、汭二水汇合而成：桐水源于县境南部四合乡的泰山西麓，由四合乡流入杨滩乡，因杨滩段两岸原多桐籽树，“桐花随溪流下”而得名；汭水源于泰山东麓，由四合乡流入柏垫镇再入杨滩乡。桐、汭两水在杨滩乡独树老莫村汇合后称桐汭河。桐汭河上游水土流失较为严重，河床比降较大，河堤矮小单薄，河道因中泓线容易改变，故河道弯曲似弓形。无量溪源于县境东南境卢村乡，全长73.2公里，境内流域面积1,079.9平方公里，主要支流有16条。无量溪河床坡陡狭窄又弯曲，卢村水库上游水土流失较为严重，堤身单薄低矮，且多处系用河砂堆堤。

### 气候
广德市属北亚热带季风性湿润气候区，表现为终年气候温和，四季分明，光照充足，雨热同季，干冷同期，无霜期较长。年极端最高气温为40.4℃（1978年7月6日），最低气温为-14.6℃（1969年2月6日）。年平均日照时数1962.5小时，占全年可照时数43%。年平均降水量1,392.7毫米，集中在6月中旬到7月中旬的梅雨季节，并且多暴雨、大暴雨、特大暴雨。年平均霜期140天，平均无霜日226天（也有称全年无霜期平均218天）。风向具有明显季节性，全年以东南风为主，而西南风最少。年平均蒸发量具有明显的季节变化特征，夏季大、冬季小，春秋过渡，且与年平均降水量大致持平。
| 季节   | 春                 | 夏                 | 秋                  | 冬                  |
| ------ | ------------------ | ------------------ | ------------------- | ------------------- |
| 初终期 | 3月26日 至 5月25日 | 5月26日 至 9月15日 | 9月16日 至 11月20日 | 11月21日 至 3月25日 |
| 天数   | 61                 | 113                | 66                  | 125                 |

广德市初春气温回升快，受北方冷空气影响，常出现阴雨连绵天气，之后暖空气势力不断加强，冷暖空气常常交锋，来回拉锯，天气时寒时暖，忽晴忽阴，常出现连阴雨和倒春寒等极端天气。夏季气温日变化大，降雨集中，日照充足，盛夏时期气温高且蒸发量大，常出现高温天气，易造成伏旱；多暴雨，会出现特大洪涝灾害。秋季天气平和稳定，气温下降，空气日趋干燥，雨量减少，晴日多，往往造成夹秋寒天气。冬季气候寒冷，空气干燥，天气晴朗，雨雪少，以北到西北风为主，常有冬旱天气。
| 广德市气象数据（平均数据自1991年统计至2020年，极端数据自1981年统计至2010年） | 广德市气象数据（平均数据自1991年统计至2020年，极端数据自1981年统计至2010年） | 广德市气象数据（平均数据自1991年统计至2020年，极端数据自1981年统计至2010年） | 广德市气象数据（平均数据自1991年统计至2020年，极端数据自1981年统计至2010年） | 广德市气象数据（平均数据自1991年统计至2020年，极端数据自1981年统计至2010年） | 广德市气象数据（平均数据自1991年统计至2020年，极端数据自1981年统计至2010年） | 广德市气象数据（平均数据自1991年统计至2020年，极端数据自1981年统计至2010年） | 广德市气象数据（平均数据自1991年统计至2020年，极端数据自1981年统计至2010年） | 广德市气象数据（平均数据自1991年统计至2020年，极端数据自1981年统计至2010年） | 广德市气象数据（平均数据自1991年统计至2020年，极端数据自1981年统计至2010年） | 广德市气象数据（平均数据自1991年统计至2020年，极端数据自1981年统计至2010年） | 广德市气象数据（平均数据自1991年统计至2020年，极端数据自1981年统计至2010年） | 广德市气象数据（平均数据自1991年统计至2020年，极端数据自1981年统计至2010年） | 广德市气象数据（平均数据自1991年统计至2020年，极端数据自1981年统计至2010年） |
| 月份                                                                         | 1月                                                                          | 2月                                                                          | 3月                                                                          | 4月                                                                          | 5月                                                                          | 6月                                                                          | 7月                                                                          | 8月                                                                          | 9月                                                                          | 10月                                                                         | 11月                                                                         | 12月                                                                         | 全年                                                                         |
| ---------------------------------------------------------------------------- | ---------------------------------------------------------------------------- | ---------------------------------------------------------------------------- | ---------------------------------------------------------------------------- | ---------------------------------------------------------------------------- | ---------------------------------------------------------------------------- | ---------------------------------------------------------------------------- | ---------------------------------------------------------------------------- | ---------------------------------------------------------------------------- | ---------------------------------------------------------------------------- | ---------------------------------------------------------------------------- | ---------------------------------------------------------------------------- | ---------------------------------------------------------------------------- | ---------------------------------------------------------------------------- |
| 历史最高温 °C（°F）                                                          | 23.3 (73.9)                                                                  | 28.3 (82.9)                                                                  | 32.6 (90.7)                                                                  | 35.1 (95.2)                                                                  | 36.7 (98.1)                                                                  | 39.2 (102.6)                                                                 | 39.5 (103.1)                                                                 | 39.6 (103.3)                                                                 | 38.3 (100.9)                                                                 | 34.6 (94.3)                                                                  | 29.6 (85.3)                                                                  | 24.9 (76.8)                                                                  | 39.6 (103.3)                                                                 |
| 平均高温 °C（°F）                                                            | 7.9 (46.2)                                                                   | 10.6 (51.1)                                                                  | 15.5 (59.9)                                                                  | 21.9 (71.4)                                                                  | 26.7 (80.1)                                                                  | 29.2 (84.6)                                                                  | 33.2 (91.8)                                                                  | 32.5 (90.5)                                                                  | 28.2 (82.8)                                                                  | 23.1 (73.6)                                                                  | 17.1 (62.8)                                                                  | 10.6 (51.1)                                                                  | 21.4 (70.5)                                                                  |
| 日均气温 °C（°F）                                                            | 3.3 (37.9)                                                                   | 5.7 (42.3)                                                                   | 10.0 (50.0)                                                                  | 16.0 (60.8)                                                                  | 21.1 (70.0)                                                                  | 24.5 (76.1)                                                                  | 28.2 (82.8)                                                                  | 27.6 (81.7)                                                                  | 23.2 (73.8)                                                                  | 17.6 (63.7)                                                                  | 11.5 (52.7)                                                                  | 5.4 (41.7)                                                                   | 16.2 (61.1)                                                                  |
| 平均低温 °C（°F）                                                            | 0.0 (32.0)                                                                   | 2.0 (35.6)                                                                   | 5.8 (42.4)                                                                   | 11.1 (52.0)                                                                  | 16.5 (61.7)                                                                  | 20.9 (69.6)                                                                  | 24.4 (75.9)                                                                  | 24.1 (75.4)                                                                  | 19.6 (67.3)                                                                  | 13.5 (56.3)                                                                  | 7.3 (45.1)                                                                   | 1.6 (34.9)                                                                   | 12.2 (54.0)                                                                  |
| 历史最低温 °C（°F）                                                          | −12.4 (9.7)                                                                  | −9.9 (14.2)                                                                  | −4.0 (24.8)                                                                  | 0.1 (32.2)                                                                   | 6.9 (44.4)                                                                   | 12.5 (54.5)                                                                  | 17.9 (64.2)                                                                  | 17.6 (63.7)                                                                  | 9.2 (48.6)                                                                   | 0.9 (33.6)                                                                   | −5.5 (22.1)                                                                  | −12.2 (10.0)                                                                 | −12.4 (9.7)                                                                  |
| 平均降水量 mm（）                                                            | 82.8 (3.26)                                                                  | 79.2 (3.12)                                                                  | 119.3 (4.70)                                                                 | 106.6 (4.20)                                                                 | 121.9 (4.80)                                                                 | 240.7 (9.48)                                                                 | 201.6 (7.94)                                                                 | 170.5 (6.71)                                                                 | 98.4 (3.87)                                                                  | 74.1 (2.92)                                                                  | 66.5 (2.62)                                                                  | 52.1 (2.05)                                                                  | 1,413.7 (55.67)                                                              |
| 平均降水天数（≥ 0.1 mm）                                                     | 12.3                                                                         | 11.8                                                                         | 14.6                                                                         | 13.0                                                                         | 13.5                                                                         | 15.1                                                                         | 14.1                                                                         | 14.5                                                                         | 10.6                                                                         | 8.6                                                                          | 10.6                                                                         | 9.5                                                                          | 148.2                                                                        |
| 平均降雪天数                                                                 | 3.8                                                                          | 2.4                                                                          | 0.8                                                                          | 0                                                                            | 0                                                                            | 0                                                                            | 0                                                                            | 0                                                                            | 0                                                                            | 0                                                                            | 0.3                                                                          | 1.3                                                                          | 8.6                                                                          |
| 平均相對濕度（％）                                                           | 79                                                                           | 78                                                                           | 76                                                                           | 74                                                                           | 75                                                                           | 81                                                                           | 81                                                                           | 82                                                                           | 82                                                                           | 79                                                                           | 80                                                                           | 78                                                                           | 79                                                                           |
| 月均日照時數                                                                 | 106.9                                                                        | 107.7                                                                        | 128.5                                                                        | 152.2                                                                        | 165.2                                                                        | 133.8                                                                        | 192.8                                                                        | 183.5                                                                        | 147.0                                                                        | 153.2                                                                        | 133.7                                                                        | 124.7                                                                        | 1,729.2                                                                      |
| 可照百分比                                                                   | 33                                                                           | 34                                                                           | 34                                                                           | 39                                                                           | 39                                                                           | 32                                                                           | 45                                                                           | 45                                                                           | 40                                                                           | 44                                                                           | 43                                                                           | 40                                                                           | 39                                                                           |
| 来源：中国气象局                                                             |                                                                              |                                                                              |                                                                              |                                                                              |                                                                              |                                                                              |                                                                              |                                                                              |                                                                              |                                                                              |                                                                              |                                                                              |                                                                              |

### 资源

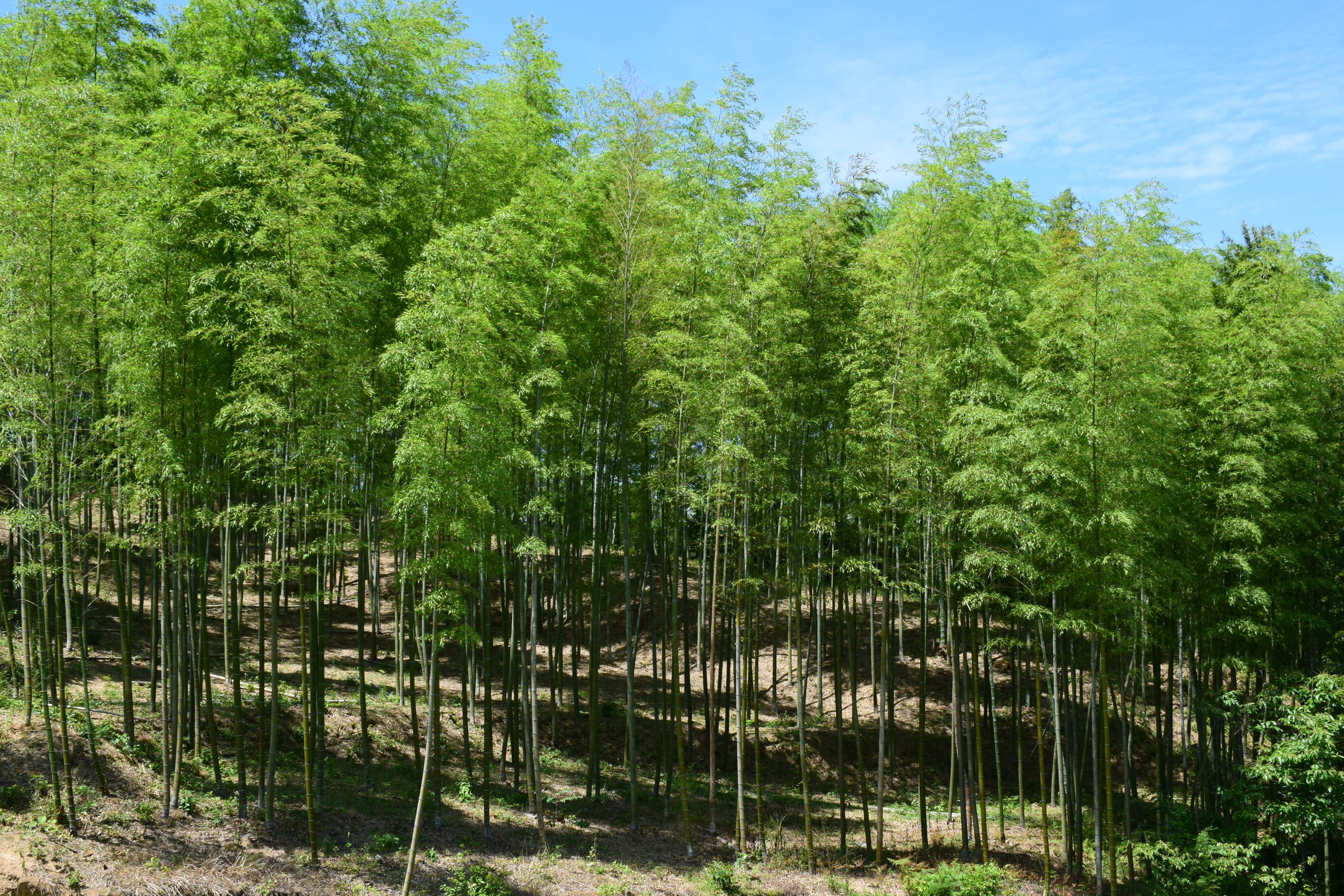
广德市的竹林

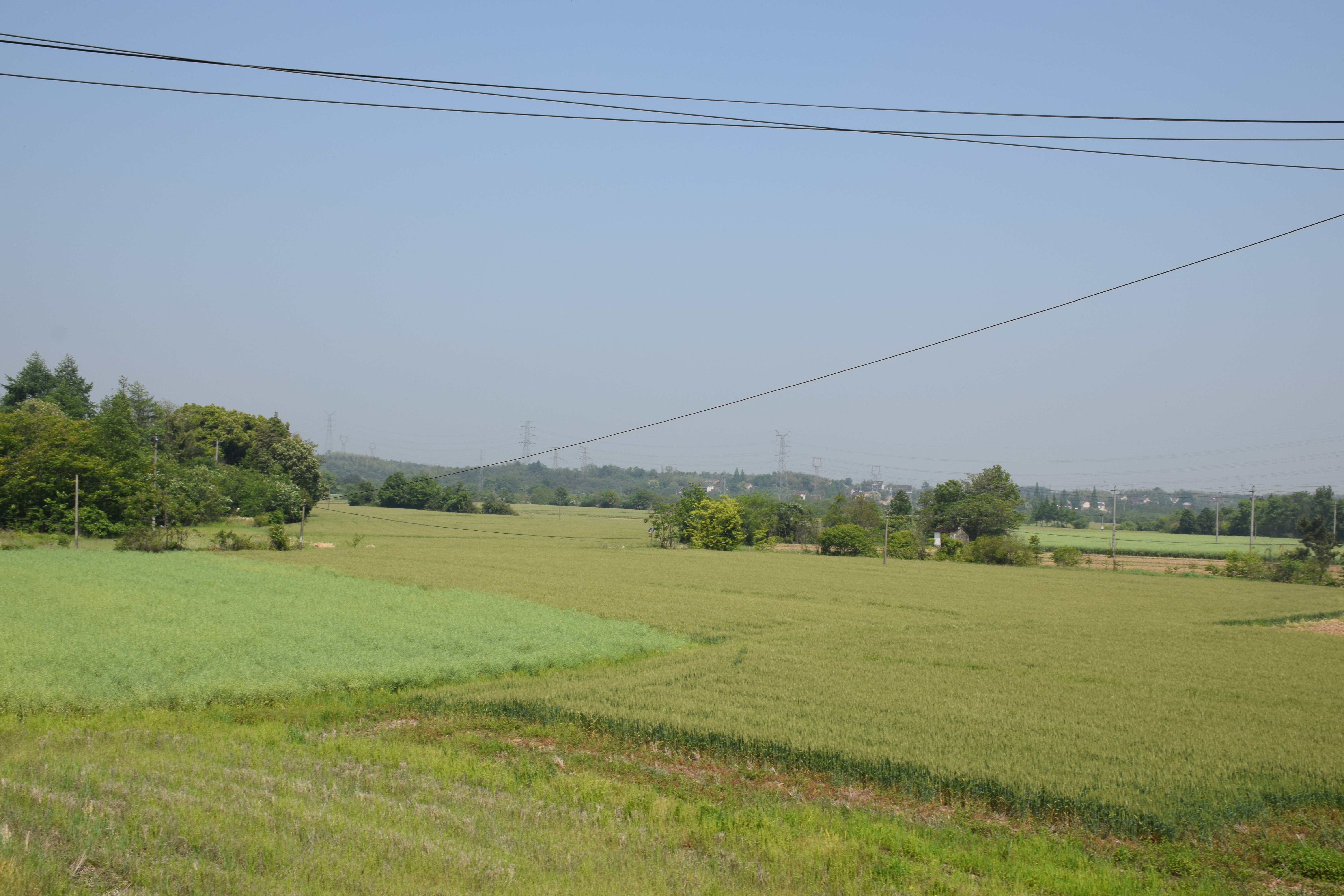
广德市的农田

广德市的土地总面积习惯上称为2,165平方公里。1996年和1999年2次土地利用总体规划面积为214,557.5公顷；2005年土地变更调查时，面积为211,595.27公顷。植被方面，广德属亚热带常绿阔叶林植被带。广德市是“国家园林县城”和第一批“森林康养基地”，被国务院列为“全国山区综合开发示范县”“全国经济林建设示范县”和“全国经济林建设先进县”。截至2020年，广德市的林业用地面积为12.99万公顷，森林面积为12.54万公顷。土壤方面，全县共有红壤、黄棕壤、紫色土、石灰（岩）土、潮土和水稻土6个土类，下分为13个亚类、43个土属、85个土种。其中以红壤土为主，占全县自然土的90%，水稻土占耕地面积87%。
广德市是“中国板栗之乡”，板栗面积、产量居全省前列。广德市也是“中国竹子之乡”，2009年时，境内竹林面积75余万亩，毛竹蓄积量1.5亿株，居全省第一、全国第六。同时，广德市盛产茶叶。截止2019年底，全市茶园面积7,800公顷，茶叶总产量7,500余吨，产值超过10亿元。其中，广德黄金芽、广德云雾茶获得“国家地理标志证明商标”。
广德市是“长三角”地区附近的矿产资源大县。现已探明具有开采价值的矿藏资源有金、铁、铀、煤炭、石灰石、大理石、萤石等30多个品种。其中大理石总储量约8,500万立方米、其它矿产总储量约4,000万吨，瓷土储量131万吨、硅灰石储量46.87万吨。尤其是品位较高的黄砂，畅销长三角市场，年运销量达200万吨。
广德县域内野生动物有28目54科284种，其中兽类野生动物7目16科55种，爬行类、两栖类野生动物5目11科39种，鸟类野生动物16目27科190种。随着山区的日益开发，森林植被面积日益缩小，动物活动区域日窄，加之人类的滥肆捕杀，许多珍贵动物如虎等，已经绝迹。广德植物资源繁多，有树种96科239属科532种31变种27变型，竹类9属52种5变种23变型3栽培变种。
广德市水资源较为丰富。地表水方面，全市多年平均年迳流深为680—840毫米。地区分布上，以南部山区最大，北部丘陵较少；时间分布上，年径流量大部集中在5至8月汛期，且年际分布很不均匀，径流年际变率最大值为最小值的4.4倍。地下水方面，广德市属于江南丘陵水文地质区，地下水类型以孔隙水为主，其次为裂隙水和少量岩溶水。黄山和天目山余脉伸入广德境地有部分地下水资源，水质较好，埋深浅，分布广，易开发，浅部埋深20米的含水岩性，由石灰石，黄红壤性土、亚粘土、亚砂土、粉细砂构成；在丘陵地区，地下水埋藏深度一般为1.0-2.5米。同时，广德市发现有两处矿泉水，均位于誓节镇境内。

## 政治

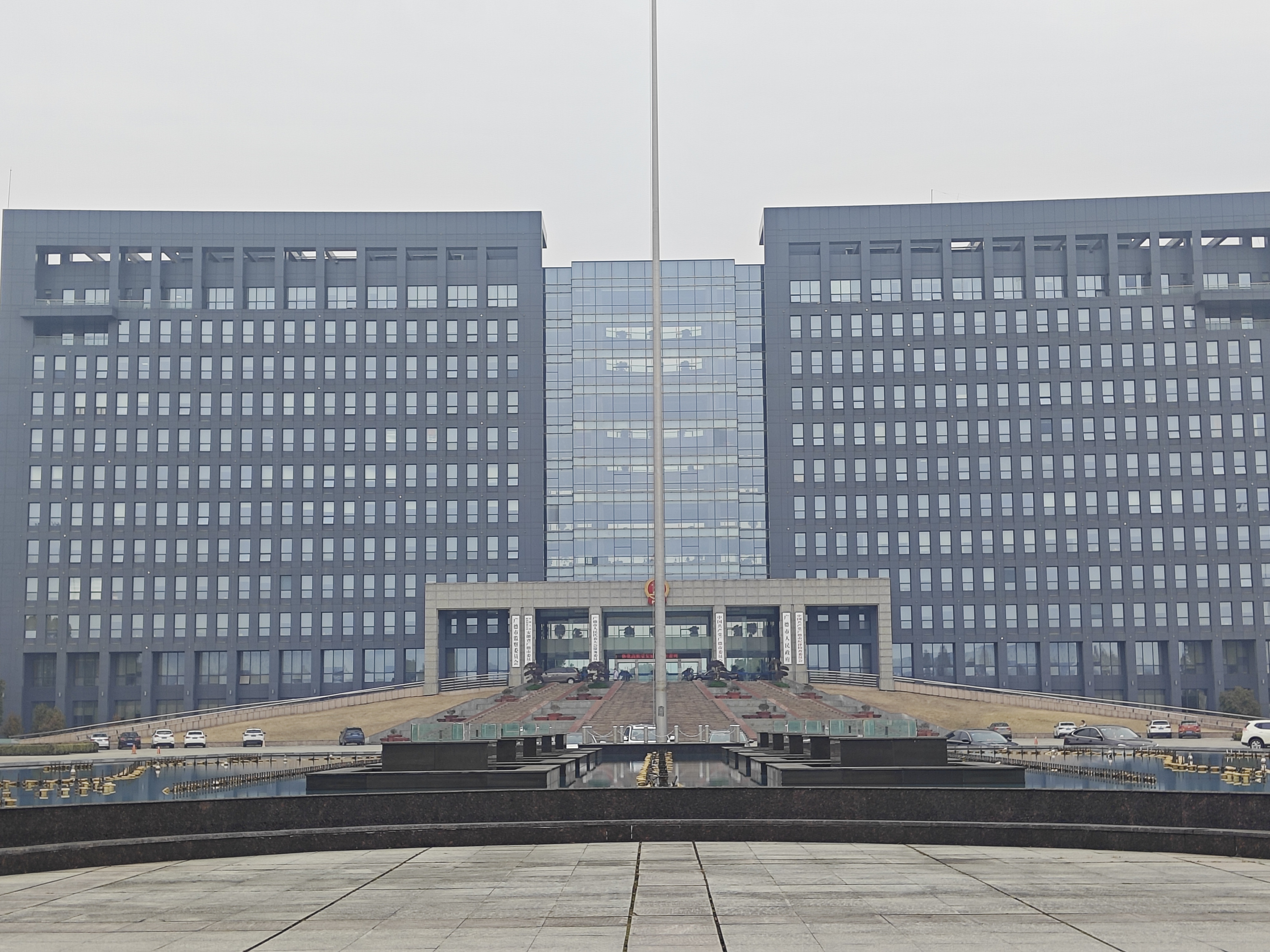
广德市人民政府的大楼

### 现任领导
| 机构     | · 中国共产党 · 广德市委员会 · 书记 | 广德市人民代表大会 常务委员会 主任 | 广德市人民政府 市长 | · 中国人民政治协商会议 · 广德市委员会 · 主席 |
| -------- | ---------------------------------- | ---------------------------------- | ------------------- | -------------------------------------------- |
| 姓名     | 周其红                             | 李军                               | 钱会                | 刘群                                         |
| 民族     | 汉族                               | 汉族                               | 汉族                | 汉族                                         |
| 籍贯     | 安徽省泾县                         | 安徽省广德市                       | 安徽省枞阳县        |                                              |
| 出生日期 | 1971年8月（53歲）                  | 1968年7月（56歲）                  | 1980年5月（44歲）   | 1967年5月（57歲）                            |
| 就任日期 | 2022年3月                          | 2021年1月                          | 2022年3月           | 2022年1月                                    |

### 行政区划
广德市下辖6个镇、3个乡、3个街道办事处，另设有1个开发区：
桐汭街道、祠山街道、升平街道、桃州镇、柏垫镇、誓节镇、邱村镇、新杭镇、杨滩镇、卢村乡、东亭乡、四合乡和广德经济开发区。
| 广德市行政区划图                                                                                   | 广德市行政区划图 | 广德市行政区划图 | 广德市行政区划图  | 广德市行政区划图        | 广德市行政区划图 | 广德市行政区划图 | 广德市行政区划图 | 广德市行政区划图 | 广德市行政区划图 | 广德市行政区划图 |
| -------------------------------------------------------------------------------------------------- | ---------------- | ---------------- | ----------------- | ----------------------- | ---------------- | ---------------- | ---------------- | ---------------- | ---------------- | ---------------- |
| 邱村镇 新杭镇 桃州镇 誓节镇 柏垫镇 杨滩镇 卢村乡 东亭乡 四合乡 桐 · 汭 · 街 · 道 祠山街道 升平街道 |                  |                  |                   |                         |                  |                  |                  |                  |                  |                  |
| 区划代码                                                                                           | 区划名称         | 汉语拼音         | 面积 （平方公里） | 常住人口 （2020年普查） | 下辖地区数量     | 下辖地区数量     | 政府驻地         | 邮政编码         |                  |                  |
| 区划代码                                                                                           | 区划名称         | 汉语拼音         | 面积 （平方公里） | 常住人口 （2020年普查） | 社区             | 行政村           | 政府驻地         | 邮政编码         |                  |                  |
| 341882001000                                                                                       | 桐汭街道         |                  |                   |                         |                  |                  |                  | 242200           |                  |                  |
| 341882002000                                                                                       | 祠山街道         |                  |                   |                         |                  |                  |                  | 242200           |                  |                  |
| 341882003000                                                                                       | 升平街道         |                  |                   |                         |                  |                  |                  | 242200           |                  |                  |
| 341882100000                                                                                       | 桃州镇           |                  | 224               | 226,357                 | 17               | 8                |                  | 242200           |                  |                  |
| 341882101000                                                                                       | 柏垫镇           |                  | 252               | 28,673                  | 2                | 12               | 柏墊社區         | 242214           |                  |                  |
| 341882102000                                                                                       | 誓节镇           |                  | 342               | 45,539                  | 2                | 18               | 牌坊社區         | 242220           |                  |                  |
| 341882103000                                                                                       | 邱村镇           |                  | 328               | 53,611                  | 1                | 17               | 門口塘社區       | 242227           |                  |                  |
| 341882104000                                                                                       | 新杭镇           |                  | 323               | 58,664                  | 6                | 13               | 路东社区         | 242234           |                  |                  |
| 341882105000                                                                                       | 杨滩镇           |                  | 275               | 27,595                  | 3                | 13               | 桐花社區         | 242217           |                  |                  |
| 341882200000                                                                                       | 卢村乡           |                  | 245.68            | 26,194                  | 1                | 11               | 中明社区         | 242200           |                  |                  |
| 341882201000                                                                                       | 东亭乡           |                  | 98.73             | 16,470                  | 1                | 5                | 東亭社區         | 242237           |                  |                  |
| 341882202000                                                                                       | 四合乡           |                  | 109               | 16,029                  | 1                | 5                | 徐村社區         | 242216           |                  |                  |
| [ 132 ]                                                                                            | [ 132 ]          |                  | [ 133 ] [ 134 ]   | [ 135 ]                 | [ 133 ]          | [ 133 ]          | [ 136 ]          |                  |                  |                  |

#### 区划沿革
明嘉靖十五年（1563年），州治（今桃州镇）共划14坊：州署东为松关、宝华、朝岳、兴仁、仁德5坊，州署南为文明、状元2坊，州署西为忠节、升平、玉溪、秀远、庙前、朝斗6坊，州署北为兴福坊。全州下设9个乡，68个都，240个里。清初，都下设保，与里并行，而乡、都、里仍沿明制。同治初年后，由于人口的锐减，以及大批移民的移入，旧制已经难以遵循，遂编制新册，将乡重编为45都，120里。民国元年（1912年）废州为县，广德县设9区。民国24年（1935年）底，全县改设5个区，35个联保，290个保，3180个甲。民国26年（1937年）4月，全县设5区，38联保，288保。民国28年（1939年）8月，又调整为5区，16乡，1镇，181保，1961甲。同年11月，又增设景贤镇。民国29年（1940年）1月裁撤第一区署，所辖乡镇改为直属县政府，并将各区名称冠以地名。民国30年6月实施新县制，将4个区全撤，全县共设16个乡、2镇，乡镇名称及所辖保甲依旧。
1949年5月，广德县人民政府成立时，全县设6个区，辖18个乡镇。即：城厢区辖景贤镇、凤井乡、高湖乡；卢村区辖卢村、笄山、东亭3个乡；柏垫区辖柏垫、桐汭、独树3个乡；誓节区辖誓节、苏村、花鼓3个乡；邱村区辖门口塘、西湖、山北3个乡；流洞区辖流洞、开化、杭村3个乡。7月，废除保甲制度，在全县基层建立182个行政村（含城厢4关、7街）；撤销城厢区并将其余5个区改并为笄山、苏村、邱村、流洞4个区，乡级景贤镇升格并易名为区级城厢镇，4个区下辖17个乡。1950年3月，撤销17个乡，重新调整为9个区，由区直接领导行政村。1952年7月，将农村171个行政村改为105个乡，1953年12月又将城厢区4关、7街调整为迎春、景贤2个镇。1955年12月，将原9个区调整为5个区和1个区级城关镇（由迎春、景贤2镇合并而成），将原105个乡调整为85个乡。1956年10月，撤销5个区公所，将85个乡合并为33个乡。1958年9月，将全县33个乡和城关镇组建成卫星、前进、先锋、箭、跃进、红旗6个人民公社。1959年2月，将6个人民公社以所在地地名更改为城关、卢村、柏垫、誓节、邱村、流洞人民公社。1959年10月，邱村公社划分为邱村、下寺2个人民公社。1960年7月，在独山建立矿区人民公社，同年10月更名为独山人民公社。1961年9月，全县8个人民公社调整为29个人民公社，下辖282个生产大队（含4个居民委员会）。1963年3月，将原三八公社更名为双河公社。1964年1月，将金林公社更名为花鼓公社，此时所有人民公社均以地域命名。
1965年11月，将城关公社更名为城关镇。1966年至1980年，县、人民公社都冠上“革命委员会”名称，1981年撤销县革命委员会，恢复县人民政府，年底至次年初先后撤销了各公社革命员会，恢复公社管委会。1982年3月，将城关镇更名为桃州镇。1983年6月，公社、大队分别改为乡、村，乡和镇设人民政府，村设委员会。1985年增设祠山岗、绿林2个乡；1986年6月，独山、誓节改乡为镇，9月，流洞改乡为镇；次年5月，柏垫改乡为镇。1987年，全县辖26个乡、5个镇、281个村委会、4个居委会、4,032个村民小组、78个居民小组。1987年桃州镇辖迎春街升平街、景贤街、复兴街4个居委会和平桥村委会。1992年5月，桃州镇新设立桃州路、横山、万桂山、金林4个居民委员会。1992年3月，邱村、新杭2个乡改为镇，将绿林乡并入花鼓乡，彭村乡并入祠山岗乡。
2001年11月，撤销独山镇1镇和清溪、双河、山北、高湖、砖桥、杨杆、苏村、石鼓、独树、梨山、桃山、同溪12个乡，并进行合并；保留下寺、赵村、祠山岗、东亭、凤桥、杨滩、四合7个乡。此时全县共辖6个镇、10个乡。2003年3月至2004年1月，桃州镇将原8个居委会合并，设立4个社区居委会；将原8个村委会合并设立7个社区居委会，共设立11个社区居委会。2003年12月，对全县乡镇所辖村委会范围均作了调整，全县村委会由280个撤并为127个。2005年3月，将桃州镇赵联、长安2个村委会合并设立长安社区居委会;荆汤、桃园2个村委会合并设立荆汤社区居委会。长安、荆汤2个社区居委会划入县经济开发区开发范围，由开发区管理，行政隶属仍归桃州镇。2005年12月，对全县6个镇、10个乡的行政区划再次调整。2021年，桐汭街道、祠山街道、升平街道从桃州镇中析置。同年7月2日，这三个街道正式揭牌成立。

## 人口
2020年第七次全国人口普查时，广德市全市常住人口为499,132人。从性别上来看，男性人口为259,817人，占52.05%；女性人口为239,315人，占47.95%，性别比为108.57。从年龄上来看，0-14岁人口为66,996人，占3.42%；15-59岁人口为328,098人，占65.73%；60岁及以上人口为104,038人，占20.84%，其中65岁及以上人口为81,329人，占16.29%。从文化程度上看，拥有大学（指大专及以上）文化程度的人口为48,318人；拥有高中（含中专）文化程度的人口为62,126人；拥有初中文化程度的人口为186,072人；拥有小学文化程度的人口为147,416人；文盲人口为23,283人。15岁及以上人口的平均受教育年限为8.81年。从分布上来看，居住在城镇的人口为314,649人，占63.04%；居住在乡村的人口为184,483人，占36.96%。
2021年，广德市的户籍人口为51.66万人，其中非农业人口15.85万人，比重30.68%。全年出生人口为5,196人，出生率为10.06‰；死亡人口为7,263人，死亡率为14.06‰；自然增长率为-4.00‰。人口构成以汉族为主，另有蒙古族、回族、藏族、维吾尔族、苗族、彝族、壮族、布依族、朝鲜族、满族、侗族、瑶族、白族、土家族、傈僳族、畲族、高山族、水族、土族、京族等32个少数民族，全市少数民族人口有3,527人，占总人口0.68%。

## 交通

### 古道
明清年间，广德县有古道17条（段），其中驿道6条（段）、大道7条、山道4条。驿道总长320（160），并设有驿铺28处。今境内233国道（原215省道）基本是沿广（德）宁（国）驿道以及广（德）宜（兴）驿道而修建的。桐川驿（现为花鼓乡所在地）设于州城（今桃州镇）西20（10）处。清乾隆二十三年（1758年）驿站裁撤后，改称总铺，设于城内。后又在驿道与郎溪、宁国接壤处分设白茅山、杨滩2个分馆，在州城内设行馆，管辖境内驿邮、官方传递文书、驿马通行及接待安排往来官吏食宿等事宜。大道是用于民间行旅、经商往来的道路，总长447（223.5）。山道是山民走亲访友、肩挑负贩、为避免关卡盘查而通行的山区道路，共长316（158）。

### 公路
截至2022年，广德市全市公路里程3,406公里（含高速公路73.1公里），一级公路119.117公里，二级公路146.619公里。目前有两条中国国家高速公路经过广德市，分别为：G50沪渝高速、G4012溧宁高速，另外有三条国道经过：233国道、235国道、318国道。

### 铁路

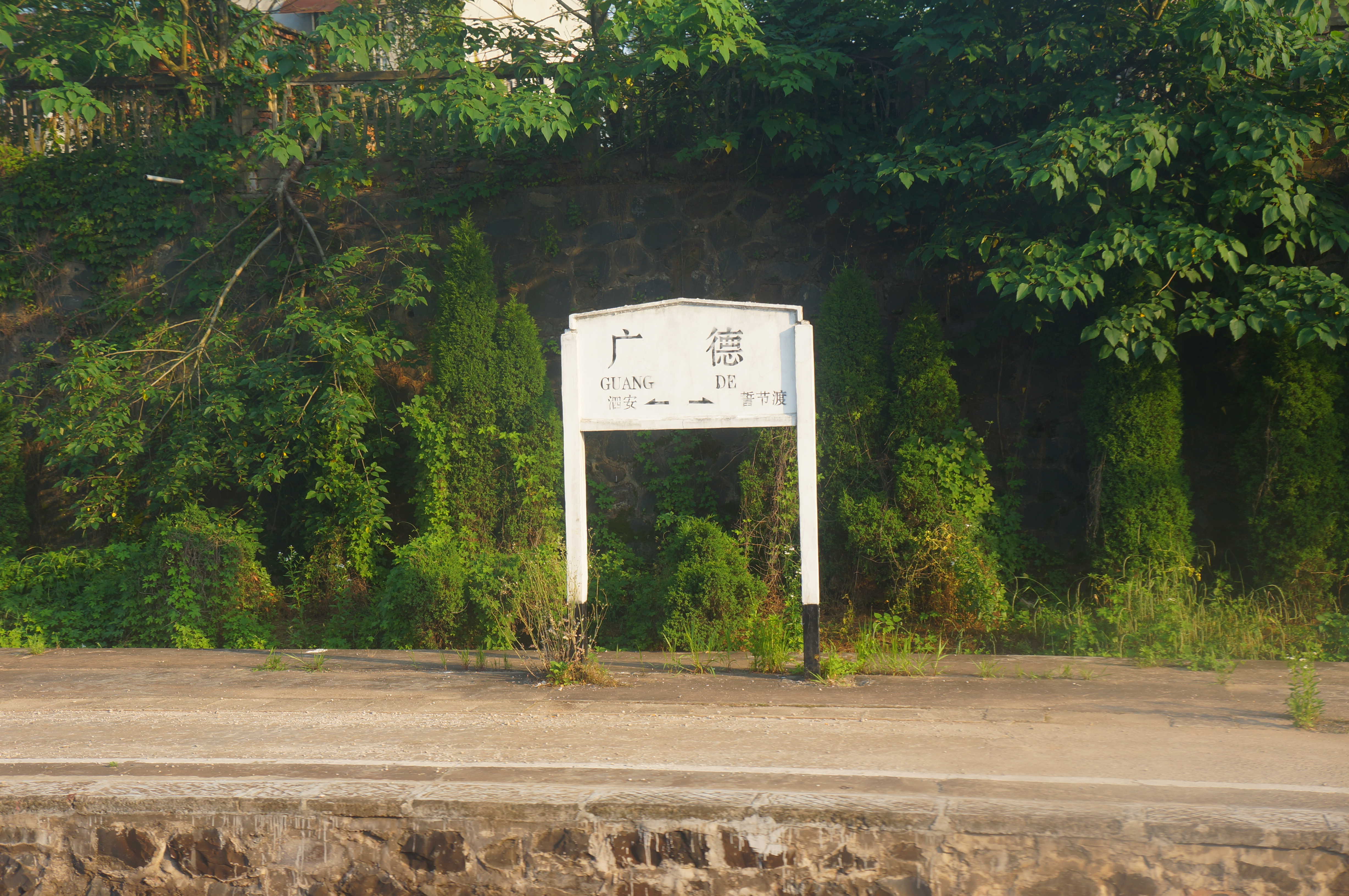
宣杭铁路上的广德站名牌

目前，广德市有两条铁路经过，分别是宣杭铁路（广德站）以及商杭客运专线（广德南站）。宣杭铁路（宣城至长兴段）从1987年11月设计及概算工程施工、临时运营管理，至1994年6月30日交付上海铁路局正式运营，历时7年。商杭客运专线（合肥至湖州段）于2020年6月28日开通运营，由湖州站引入既有宁杭高速铁路通达杭州。

## 经济

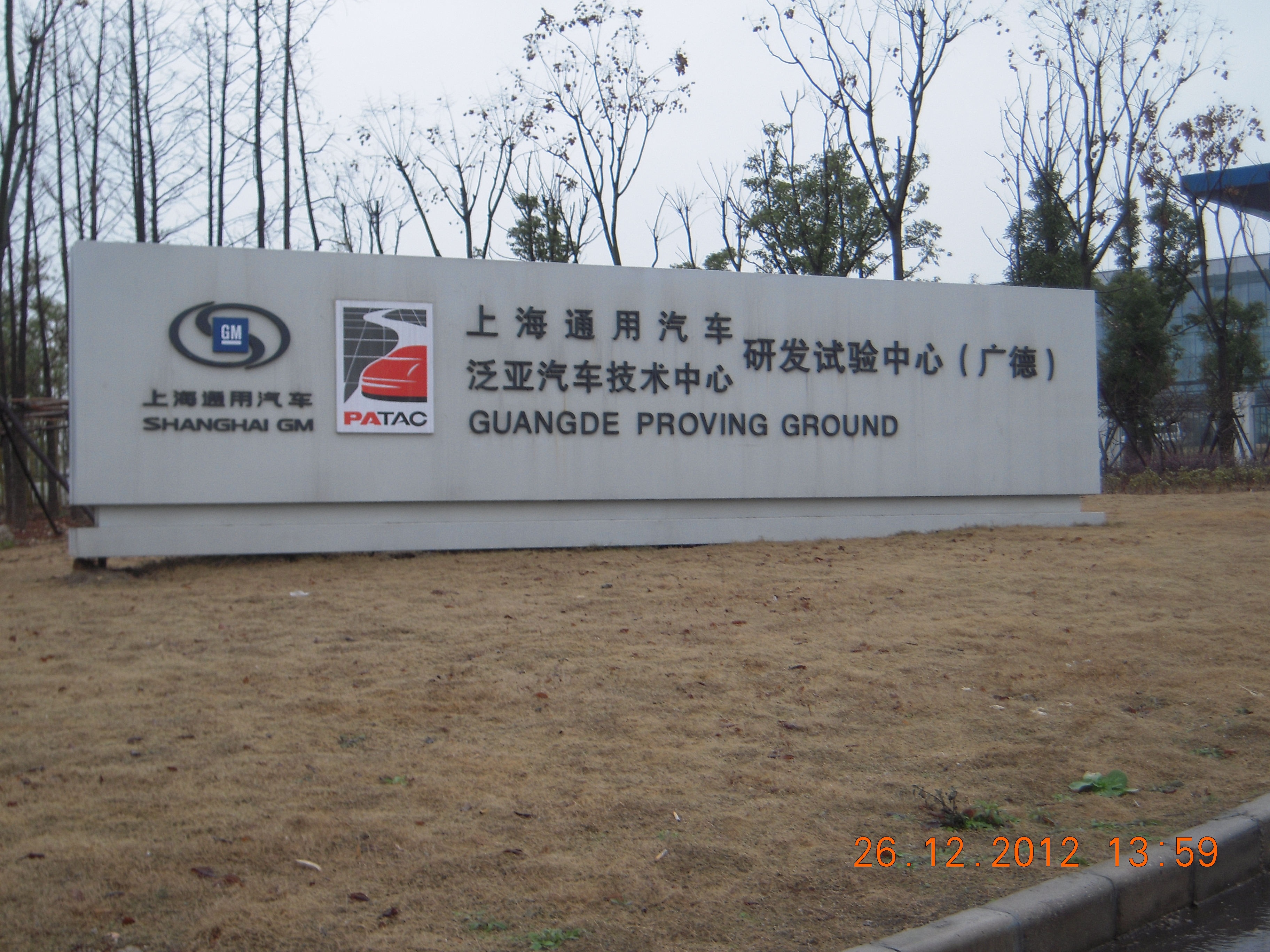
通用公司在邱村镇建设的亚洲最大的研发试验基地外景

太平天国的戰亂后，广德田间荒芜，百业凋零，经济落后。而后随着移民的大量涌入，广德经济很快恢复。同时，来自徽州、宁国等地的手工业者和商人的迁入，促进了本地商業和手工业经济的发展。此后，因抗日战争爆发，广德社会遭破坏严重，经济萧条。战后，由于交通运输业发展的滞后，广德商业经济难以恢复。
1978年12月中共十一届三中全会后，广德县首先对农村经济体制做出调整和改革。2005年6月，广德县被评为浙商（省外）投资十大潜力城市之一。2008年12月31日，广德县政府正式与上海通用公司签署协议，通用公司在广德县邱村镇投资约16亿元人民币建设其在亚洲最大的研发试验基地。该基地于2012年9月22日正式投入使用。
2022年，全市实现生产总值404.3亿元，按可比价格计算，比上年增长5.8%。分产业看，第一产业增加值29.7亿元，增长4.2%；第二产业增加值202.9亿元，增长8.2%；第三产业增加值170.6亿元，增长7.6%。2020年，广德市居民人均消费支出为28,020元，其中以食品烟酒为主，占31.5%。恩格尔系数为29.5%。

## 社会事业

### 教育

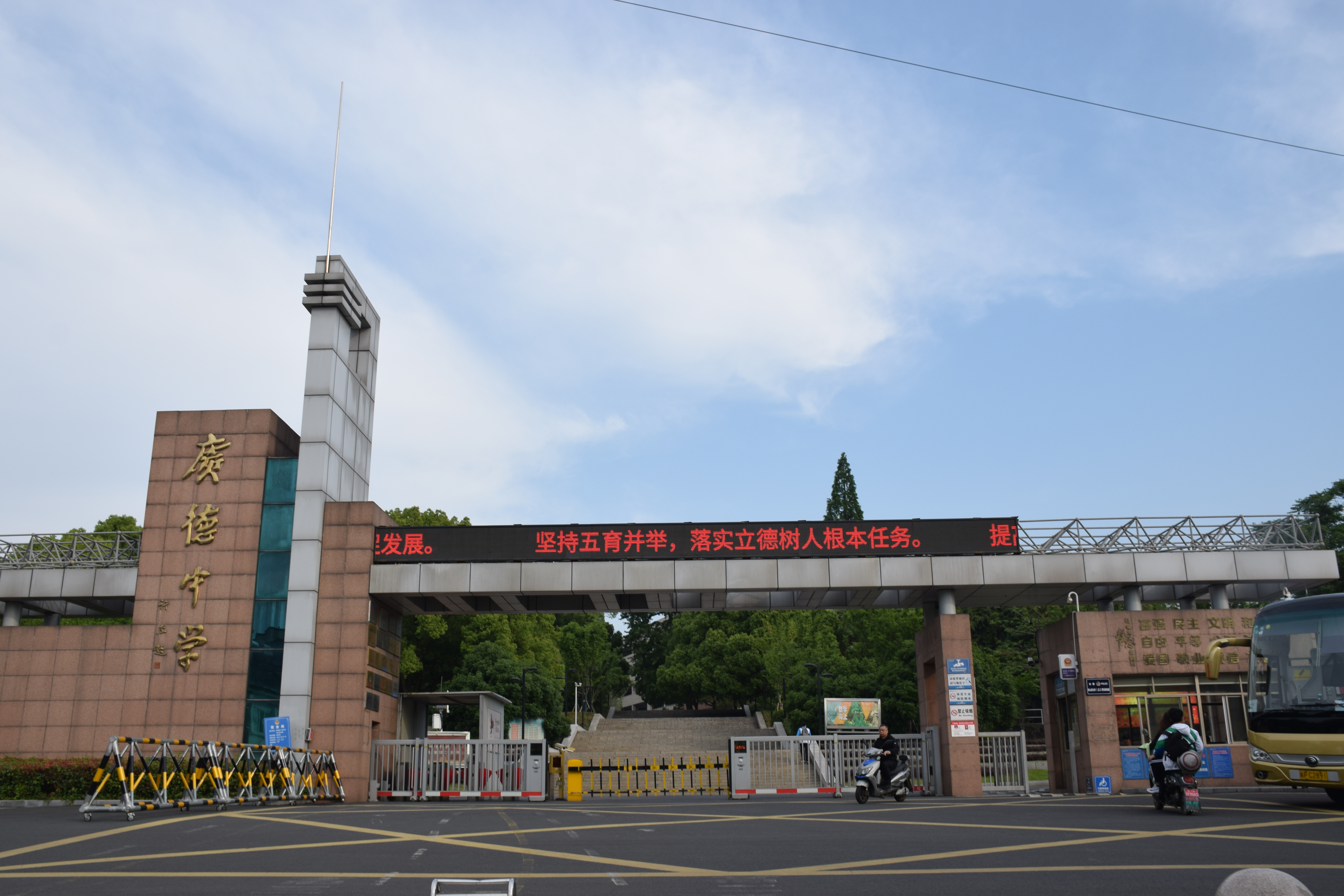
安徽省广德中学的大门

截至2022年，全市共有学校126所，其中幼儿园83所、小学19所、初中9所、九年一贯制学校9所、普通高中3所、职业高中（中专）2所、特殊教育学校1所；共计在校学生（幼儿）66,895人，其中：幼儿园14,471人、小学25,953人、初中13,240人、普通高中6,903人、职业高中（中专）4,199人、特殊教育100人。

### 卫生
中华人民共和国建立初，卫生行政管理职责由县政府文教科负责，1951年7月，县政府设卫生科。1961年10月，卫生科改为卫生局，1963年12月，又恢复卫生科名称。1968年8月，县革委会批准成立卫生科保健站革命领导小组，同年12月，县革委会决定撤销卫生科，卫生科及所属单位与药材公司、血防站合并，成立卫生社，卫生社主要处理县医院、药材公司的业务。1970年10月，县卫生社及卫生小组撤销，县卫生局恢复。
2022年年末，全市有医疗卫生机构248个，其中医院9个、社区卫生服务中心3个、乡镇卫生院8个，疾病预防控制中心1个，妇幼保健院1个，卫生监督所1个，地方病医院1个，单采血浆站1个，门诊部、诊所、卫生所、医务室、卫生所67个，村卫生室、医疗点150个。全市卫生技术人员3,510人，其中执业（助理）医师1,431人，注册护士1,738人。医疗卫生机构床位3,819张，其中医院、卫生院床位3,418张。

### 体育
2001年前，广德县体育运动委员会直属于县政府并接受全额拨款支持。2002年，广德县文化局和县体育委员会合并为广德县文化体育局，同时设立了青少年活动俱乐部，并陆续成立了各项体育单项的俱乐部。

## 城市建设

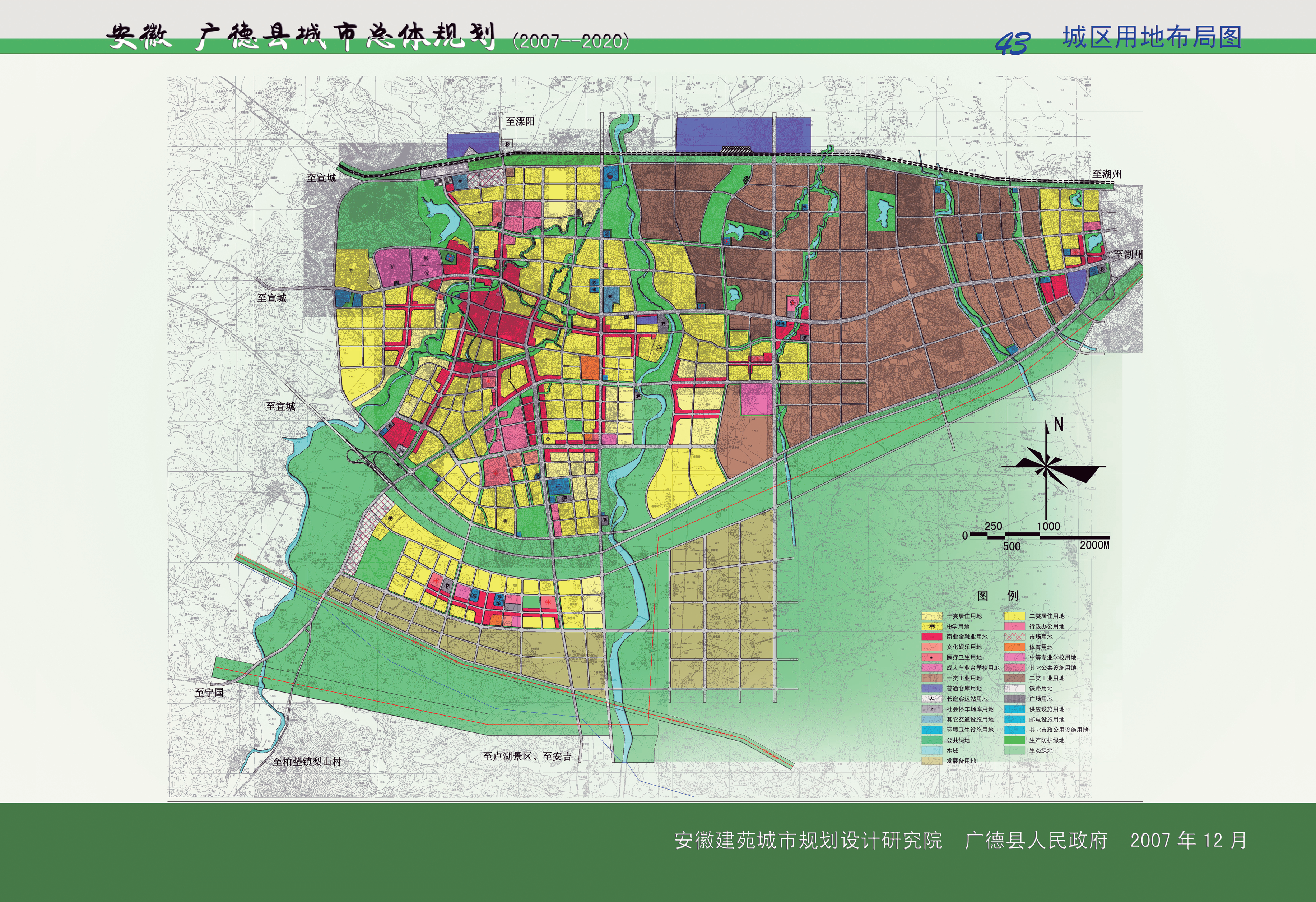
2007—2020年，广德城区用地的总体规划布局图

广德建县有1800余年历史。广德城门始建于南宋（城墙一般认为始建于南宋，但也可能建于五代之前），城池始建于元，毁于民国，其间重修、扩建共十七次。广德故城原无城池，具体地理位置今已不可考。宋淳熙六年（1179年）郡守赵希仁建六门，设子城于内。元至元十六年（1356年），朱元璋统率邓愈攻克广德，后下榻城郊祠山，令元帅赵继祖、邵荣领军筑城。共修建六门，东为迎春门，南为明威门，西为崇德门，北为阅武门，东南为石溪门（今小东门），东北为常州门（亦唤水关门，今称水灌洞）。清康熙三年（1664年）重修时，6座城楼改为5座，东北门撤去，东、西、南、北、东南门分别更名为“熙春”“安贞”“丽正”“拱辰”“钟秀”。咸丰、同治年间，太平军与清军在境内激战多年，古城数次易主，城内建筑大都被毁坏。民国27年（1938年）1月13日，日军纵火焚烧县城及周围村庄，县城一片焦土。民国28年（1939年）4月13日，县政府调集民夫拆除城墙，5月30日城墙拆除完毕，仅留城墙遗迹。目前，全县村镇建设处于自然状态，无规划建设。

## 水利

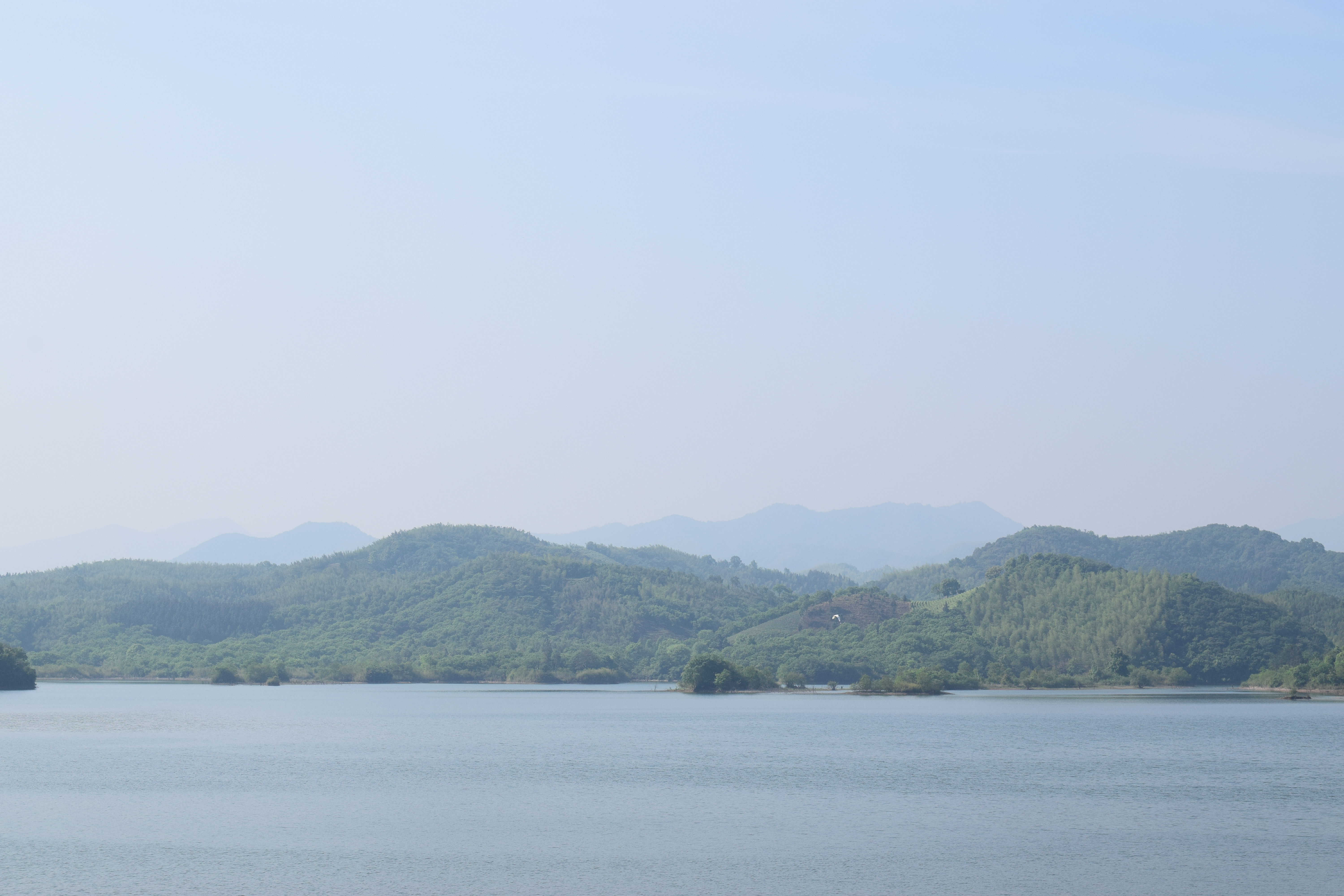
卢村水库

由于广德境内河流具有山区河道特征，河床坡陡流急，流量枯洪比大，桐汭河和无量溪河二条水系贯穿全境，并且支系发育，山高坡陡，落差较为集中，因此水力资源较为丰富。理论上，全市水力资源总蕴藏量约3万千瓦，可供开发的小水电资源有1万多千瓦，规划装机容量100千瓦以上的水电站有40余处。
卢村水库位于市内东南部的的太阳山与小灵山之间，大坝横筑在无量溪上游的石溪和石流河汇合处。大坝高32米，坝长956米，最大库水面积5.2平方公里，总库容量7,150万立方米，有效灌溉面积10万余亩，是全国水库养鱼先进典型。该水库于1970年始建，1975年其大坝基本建成。其发电站总装机1千千瓦，是全市最大的小水电站。

## 文化
广德具有悠久的历史文化，大致可以分为吴文化阶段、徽文化阶段和移民文化阶段。多种文化的交织融汇使广德形成一种不同于周边地区的新文化。
广德地处长江下游，跟太湖流域紧密相连，属于古代吴越两国交汇之地，传统上屬於吴文化地区。虽然地处吴头楚尾，但区治上多隶属江浙。如今广德市已经不再是吴文化核心区，但仍受到吴文化影响。
自宋朝始，徽文化被徽商带进广德。随着徽商在广德的发展，宗法自治制度也带到广德，明清时期徽文化逐渐成为广德的主流文化。广德境内的祠堂和牌坊，都是徽派建筑艺术的代表，广德保留下来的诸多宗姓的族谱也反映了徽文化的影响。但是，在日本侵华战争和文化大革命期间，徽派建筑遭到严重破坏，徽文化逐渐边缘化。
清末移民将原籍地文化带入廣德的同時，他们所遵循的文化模式、价值取向、生产生活方式以及风俗习惯也由此传入广德。多种民间风俗文化的融合，形成了广德“十里不同风、百里不同俗”的文化现象。起初，这种移民文化是封闭的。后来隨著广德本地人和各地移民的联姻、商贸、生产等方式交流，从而形成了相互包容的地区特色移民文化，以及独具特色的文化习性和人文风貌，具有很强的开放性和包容性。
祠山庙会是祠山文化的重要组成部分。广德向来有举办祠山庙会的传统，在清末太平天国战争和同治年间的瘟疫后，随着移民的大量涌入，将从自己原籍带来的文化艺术与广德本土文化相融合，极大地丰富了广德的祠山庙会。但到了北伐战争时期，祠山庙会并非每年都举办。抗日战争爆发后，农村经济破产，庙会随之停止。此后，由于国共内战的影响，以及中华人民共和国初期对封建迷信的破除，庙会即完全消失。

### 饮食
广德人起初饮食较为清淡。清代时，廣德民间的宴会不算丰盛，只有几盆菜肴果品。受到祠山文化的影响，广德先民多不食猪肉。当外地移民特别是湖北移民到来后，广德人的宴会变得丰盛，并食用荤腻，把辣椒当作必备调料。他们带来的特色食品极大丰富了本地的品种。现在，广德人适应了多种饮食口味，饮食更加丰富。
广德的地方饮食特产是“广德四绝”，分别是“御桌珍馐桐花鱼”“珍禽美味横山雉”“山珍之珍笄山笋”“誓节珍稀沙河鳖”。后因横山雉消失，用“广德第一鲜”（一种盐渍的蔬菜）取而代之。

### 方言
原先，广德地区居民的方言为老广德话，为江浙吴语，属于太湖片。太平天国期间，绝大多数广德本地居民死于太平天国屠杀。之后，各地移民移居到广德，导致了当地方言格局的变化。如今，广德市居民主要使用淮语，另外境内分布有河南话、湖北话、皖中江北话（如安庆话）、浙南吴语（如浦江话）、浙南闽语（如温州话）、湘语方言岛。其中河南话在东北乡村占优势，湖北话在西南乡村占优势，土著吴语仅分布于北部下寺乡庙西地区，以及东南部卢村乡的甘溪沟及东亭乡部分村庄。北部与郎溪县北部定埠、梅渚等乡，西北部建平、东夏、幸福等乡的土著吴语同属于太湖片毗陵小片，南部甘溪沟等处方言属于太湖片苕溪小片（或并入苏嘉湖小片）。
甘溪沟方言被视为地道老广德话的代表。这是带有浓厚官话色彩的吴语方言，其词语同时受到了吴语和官话的影响，但声韵调明显具有吴语的特征，且语音系统仍保持了吴语的基本特点。而当地的河南话和湖北话都是移植的方言，今音只有阴平、阳平、上声、去声四个调，全浊上归去声，没有入声。各种方言长期共处于同一区域，彼此互相影响，形成了泥母、来母洪音不分的特点。

### 媒体
1954年，广德县设立收音站，转播安徽省和中央人民广播电台新闻节目。1956年2月，广德县建立广播站。1987年，广播站搬迁至新建广播电视局大楼，并更新了设备。同年，广播事业管理局在笄山电视转播台安装了专用调频发射机，使用104.7MHz的频率发送信号。1989年，发射信号改为89.3MHz。

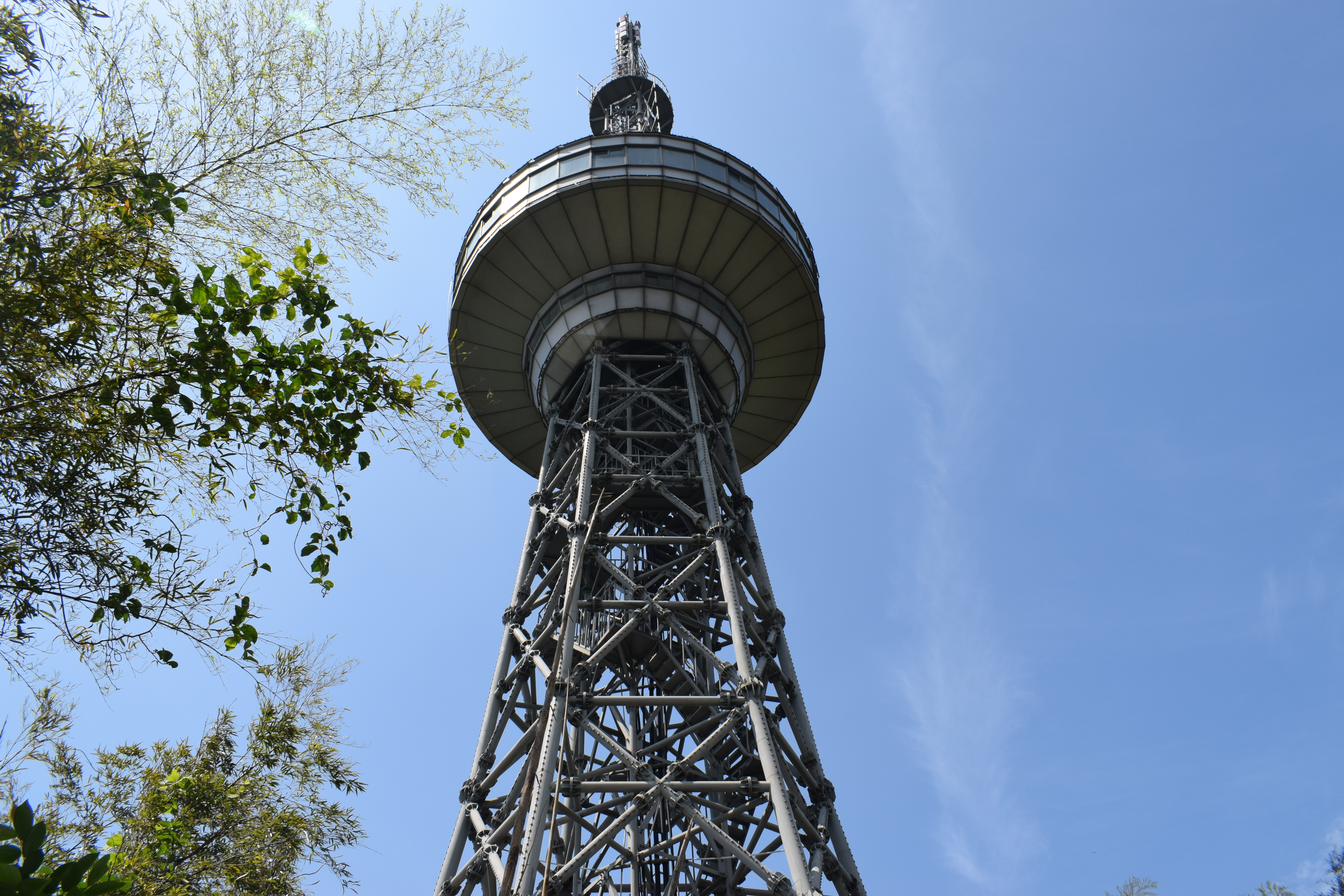
广德电视转播台的发射铁塔

1973年9月，广德电视转播台建立。1975年5月1日开始试播，10月1日正式开播，转播湖州电视台和无锡电视台的节目。1986年7月，开始制播自办节目《广德新闻》。1986年，砖桥乡建成小电视差转台。此后，东亭、四合等乡镇也先后建起差转台。1996年6月1日，县教育电视台正式开播，主要转播中国教育电视台的节目。1998年6月，县教育电视台停播。2018年12月5日，广德县融媒体中心在广德县广播电视台的基础上成立。
《广德报》创刊于1956年，1960年9月29日停刊。后于2000年复刊，2002年正式出版。该报复刊后每周发行，新闻内容涵盖全县，反映县内成就，并宣传中共路线、政策。2003年，中共中央及国务院发布关于报刊治理整顿的决定后，该报刊改名《今日广德》，向读者免费赠阅，2004年停办。2000—2004年间共发行825期。

## 旅游
广德市属于乡村旅游市场非优区，其旅游资源丰富，以山水竹海为主，涵盖了旅游资源国标中的八大主类，但市场响应较弱。截至2021年，广德市有4A级景区1家（太极洞风景区），3A级景区3家（灵山大峡谷风景区、箐箐庄园景区、宣木瓜文化旅游景区），2A级景区2家（桃姑迷宫景区、横山国家森林公园），以及天寿寺塔、鼓角楼等知名景点；四星级饭店3家，省五星级农家乐7家、四星级农家乐11家；省优秀旅游乡镇5个、乡村旅游示范村6个。广德先后获得了“中国最佳休闲旅游县”“全国十佳生态休闲旅游城市”“2016长三角十大最美骑行城市”“长三角最佳悠享旅游城市”“2021中国最美县域”等称号。但广德旅游发展存在一些弊端，如旅游产品体系欠缺，过度倚重太极洞，整体开发不完善，因此发展仍不理想。

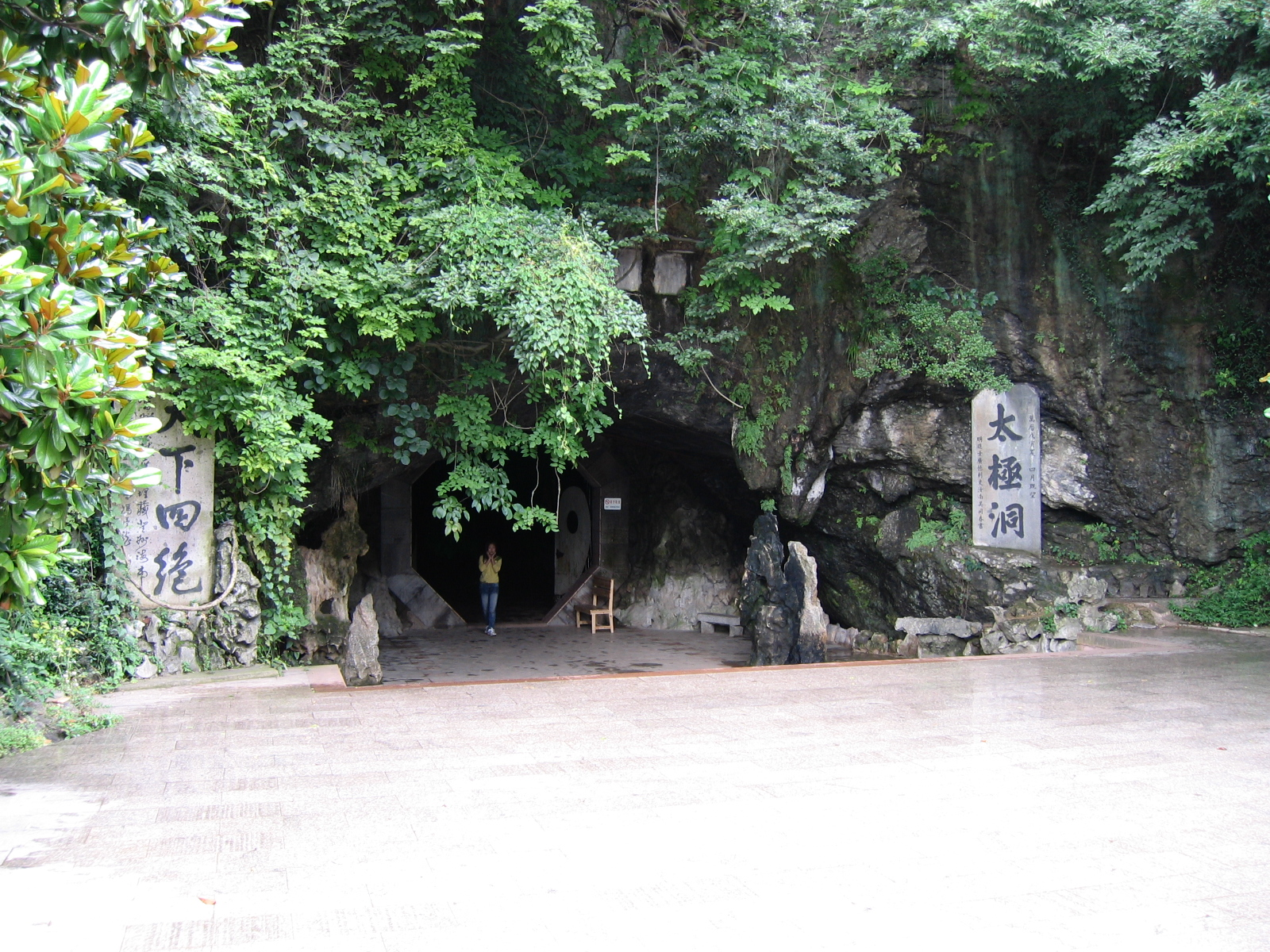
太极洞洞口，左题“天下四绝”
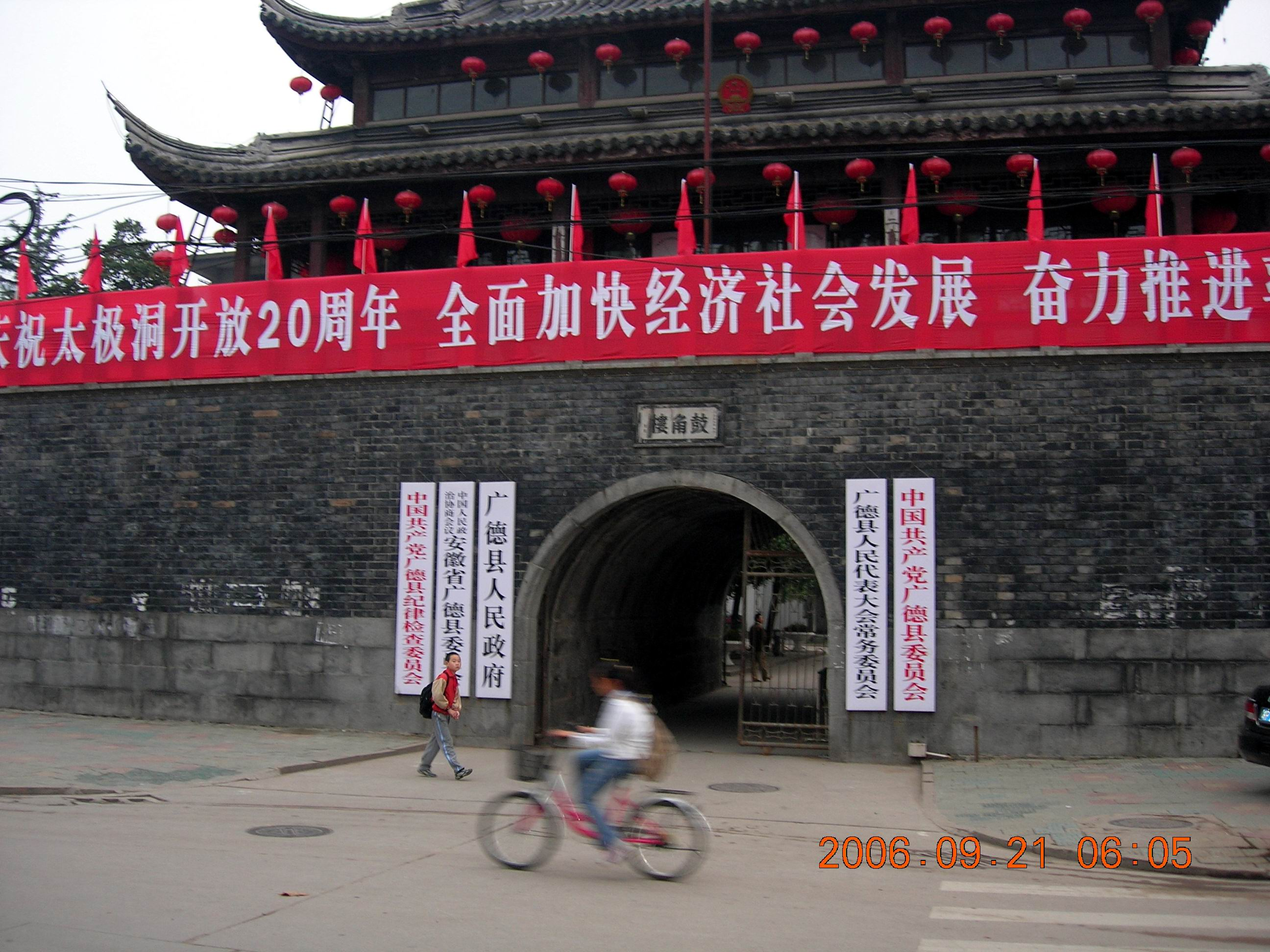
鼓角楼
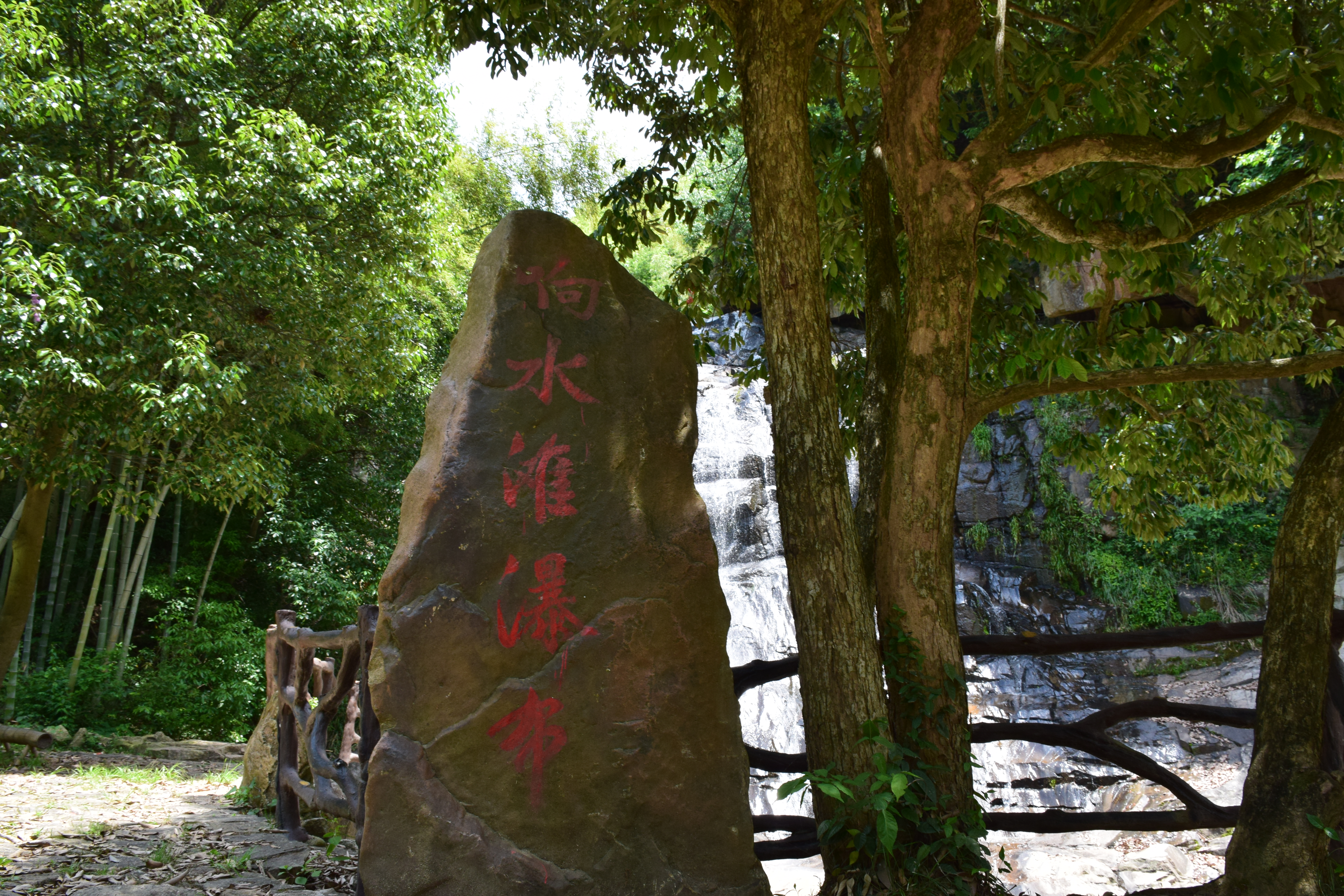
响水滩瀑布
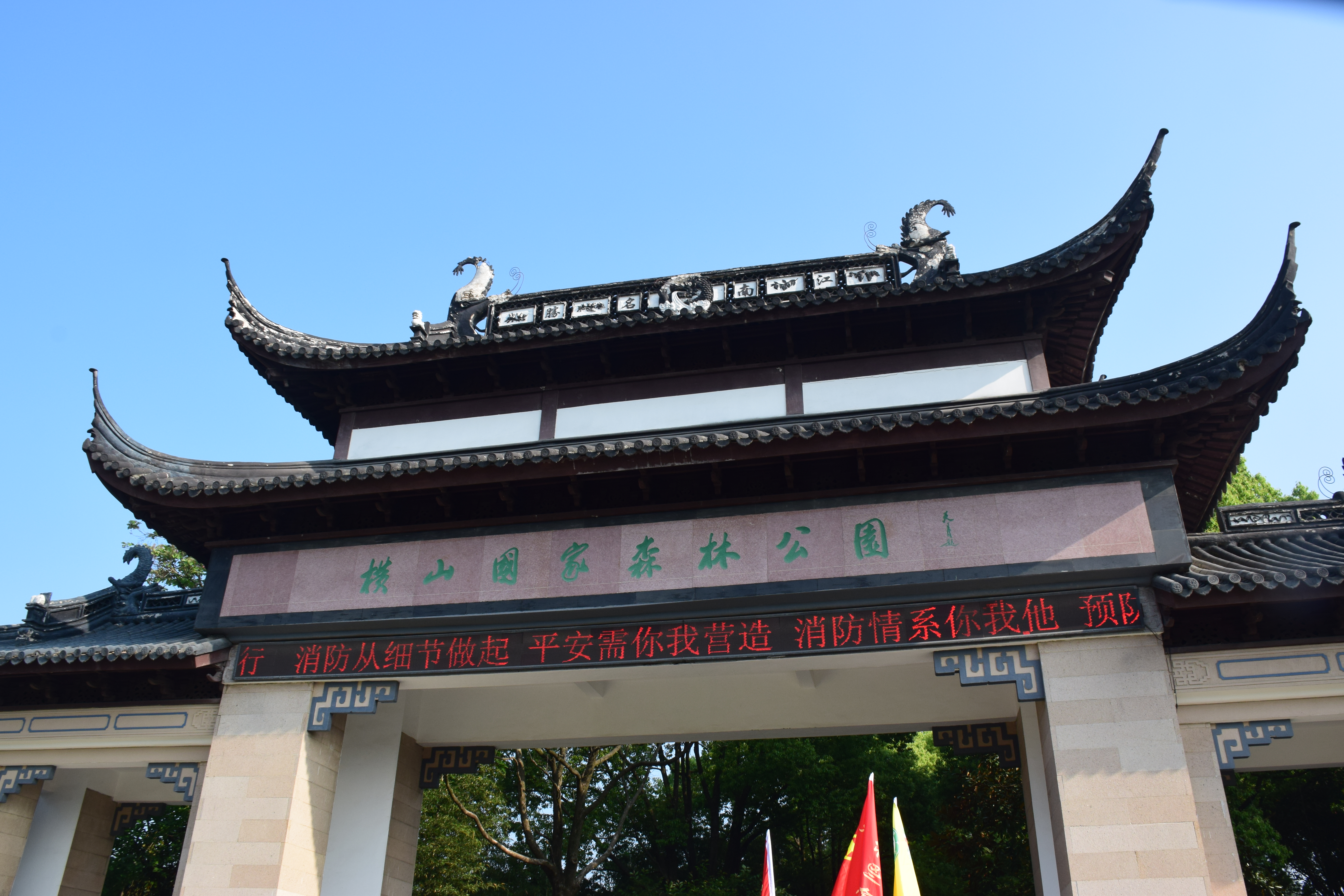
横山国家森林公园的大门

## 人物
广德的知名历史人物有倪涛、何大圭、姜洪、李得阳、张光藻，中华人民共和国时期的政界人物有湖北省政协原主席许道琦、安徽省人民政府原副主席许杰、原中华人民共和国林业部部长徐有芳。

### 书籍
地方志
- 广德县地方志编纂委员会. 孙耀东 , 编. . 北京市: 方志出版社. 1996-11. ISBN 7-80122-119-2 （中文（中国大陆））.
- 广德县地方志编纂委员会. 陈骅; 胡修明; 张友耕; 高世民 , 编. . 安徽省合肥市: 黄山书社. 2013-06. ISBN 978-7-5461-3601-1 （中文（中国大陆））.
- 广德县公路志编纂委员会. 魏苓同; 徐家财; 任伟俊 , 编. . 安徽省合肥市: 黄山书社. 1999-12. ISBN 7-80630-462-2 （中文（中国大陆））.
- 广德县水利电力局. . 安徽省广德县: 内部发行. 1987-09 （中文（中国大陆））.
- 广德县地名委员会. . 安徽省广德县: 内部发行. 1985-10 （中文（中国大陆））.
- （清）胡有诚主修. . 安徽省合肥市: 黄山书社. 2008-09. ISBN 978-7-80707-931-6 （文言）.

年鉴
- 中共广德市委党史和地方志研究室. 唐新智等 , 编. . 安徽省合肥市: 黄山书社. 2021-11. ISBN 978-7-5461-9720-3 （中文（中国大陆））.

书目
- 戴均良等. . 上海市: 上海辞书出版社. 2005-07. ISBN 7-5326-1743-2 （中文（中国大陆））.
- 中华人民共和国民政部. 李立国; 吴旭军 , 编.  安徽省卷. 北京市: 中国社会出版社. 2014-10. ISBN 978-7-5087-4849-8 （中文（中国大陆））.
- 周振鹤. . 北京市: 人民出版社. 1987-08. CSBN 11001·813 （中文（中国大陆））.
- 李晓杰等. 史立丽 , 编.  五代十国卷. 上海市: 复旦大学出版社. 2014-12. ISBN 978-7-309-10523-0 （中文（中国大陆））.
- 中共广德县委党史办公室. 陈虎山; 倪宗瓘; 陈晓根 , 编. . 第一卷 (1921-1949). 安徽省广德县: 中共广德县委党史办公室. 2011-08 （中文（中国大陆））.
- 陈小京; 伏宁; 黄福高. . 北京市: 中国广播电视出版社. 2001-01. ISBN 978-7-504-33556-2 （中文（中国大陆））.
- 謝國興. . 臺北市: 中央研究院近代史研究所. 2015-08. ISBN 978-986-04-5894-7 （中文（臺灣））.
- 安徽省地方志编纂委员会.  建置沿革志. 北京市: 方志出版社. 1998-10. ISBN 7-80122-381-0 （中文（中国大陆））.
- 中共广德县委党史工作委员长会. . 合肥市: 安徽人民出版社. 1988-12. ISBN 7-212-00117-1 （中文（中国大陆））.
- 江苏省地方志编纂委员会. . 江苏省南京市: 江苏科学技术出版社. 2013-04. ISBN 978-7-5345-9766-4 （中文（中国大陆））.
- 政协广德县委员会. 任济; 洪红 , 编. . 安徽省合肥市: 安徽人民出版社. 2012-12. ISBN 978-7-212-06014-5 （中文（中国大陆））.
- 政协安徽省广德县委员会文史资料委员会.  第一辑. 安徽省广德县: 广德县政协文史资料委员会. 1986-01 （中文（中国大陆））.
- 政协安徽省广德县委员会文史资料委员会.  第三辑. 安徽省广德县: 广德县政协文史资料委员会. 1990-12 （中文（中国大陆））.
- 政协安徽省广德县委员会文史资料委员会.  第五辑. 安徽省广德县: 广德县政协文史资料委员会. 1995-10 （中文（中国大陆））.
- 中国社会科学院语言研究所. 金欣欣 , 编.  汉语方言卷. 北京市: 商务印书馆. 2012-12. ISBN 978-7-100-070546 （中文（中国大陆））.
- 国家统计局农村社会经济调查司. 李锁强 , 编.  乡镇卷. 北京市: 中国社会出版社. 2021-03. ISBN 9787503794735 （中文（中国大陆））.

### 引用
1. ↑  国务院第七次全国人口普查领导小组办公室. . 北京市: 中国统计出版社. 2022-07. ISBN 978-7-5037-9772-9. Wikidata Q130368174 （中文）.
2. ↑  Peel, M. C.; Finlayson, B. L.; McMahon, T. A.  [更新的柯本-盖革气候分类世界地图]. Hydrol. Earth Syst. Sci. (GERMANY: European Geosciences Union). 2007, 11: 1633-1644  [2022-05-31]. ISSN 1027-5606. doi:10.5194/hess-11-1633-2007. （原始内容存档于2018-06-26） （英语）. （论文链接： Final Revised Paper （页面存档备份，存于））
3. 1 2  . 中共广德市委党校. 2014-10-31  [2022-05-09]. （原始内容存档于2022-05-09） （中文（中国大陆））.
4. 1 2 3 4  广德市统计局.  (zip). 广德市人民政府. 2021-12-20  [2022-04-29]. （原始内容存档于2022-01-29） （中文（中国大陆））.
5. 1 2 3 4 5 6 7 8 9 10 11 12 13  广德县志（2013年），第48页
6. 1 2  左丘明.  . 维基文库 （文言文）. 夏，楚子西、子期伐吴，乃桐汭。  本文含有此來源中屬於公有领域的内容。
7. 1 2   (纪录片). CCTV科教. 2019-06-02  [2022-10-16]. （原始内容存档于2022-10-16） –YouTube （中文（中国大陆））.
8. ↑  广德县志（1996年），第1页
9. ↑  广德县志（2013年），第1282页
10. 1 2 3 4 5 6 7 8 9 10 11 12  中国古今地名大词典（2005年），第260页
11. ↑  班固.  . 维基文库 （文言文）. 成帝鸿嘉二年，复立宪王弟孙利乡侯子云客，是为广德夷王。  本文含有此來源中屬於公有领域的内容。
12. ↑  宣晓陆. . 合肥晚报 (安徽省合肥市: 中共合肥市委). 2011-11-21 （中文（中国大陆））.
13. ↑  广德县志（2013年），第3页
14. 1 2  张超. . 今日广德 (安徽省广德县). 2015-07-07 （中文（中国大陆））.
15. ↑  乐史.  . 维基文库. 983 （文言文）. 宣州宣城郡，今理宣城县。禹贡扬州之域，春秋时属吴。后吴为越灭，属越。又为楚所并。  本文含有此來源中屬於公有领域的内容。
16. ↑  乐史.  . 维基文库. 983 （文言文）. （广德县）本秦鄣郡之地。  本文含有此來源中屬於公有领域的内容。
17. ↑  西汉政区地理（1987年），第38页
18. ↑  中国古今地名大词典（2005年），第541页
19. ↑  乐史.  . 维基文库. 983 （文言文）. （广德县）汉为故鄣县，属丹阳。  本文含有此來源中屬於公有领域的内容。
20. ↑  陈寿.  . 维基文库. 280s （文言文）.  本文含有此來源中屬於公有领域的内容。
21. ↑  李吉甫.  . 维基文库. 813 （文言文）. 广德县，紧。西至州一百六十五里。后汉分故障县置，属丹阳郡。宋为经安县，隋仁寿三年属湖州，大业二年移于今理，属宜州。至德二年，改为广德。  本文含有此來源中屬於公有领域的内容。 注：此处的后汉应指东汉。
22. ↑  安徽省建置沿革志（1998年），第1125页
23. ↑  陈寿.  . 维基文库. 280s （文言文）. 琨以督军中郎将领兵，从破庐江太守李术，封广德侯。  本文含有此來源中屬於公有领域的内容。
24. ↑  陈寿.  . 维基文库. 280s （文言文）. 拜平北都尉，领广德长。  本文含有此來源中屬於公有领域的内容。
25. ↑  房玄龄.  . 维基文库. 648 （文言文）. 分丹杨之宣城、宛陵、陵阳、安吴、泾、广德、甯国、怀安、石城、临城、春谷十一县立宣城郡。  本文含有此來源中屬於公有领域的内容。
26. 1 2 3 4 5 6 7 8 9 10 11 12 13 14 15 16 17 18 19 20 21 22 23 24 25 26 27  广德县志（2013年），第49页
27. ↑  沈约.  . 维基文库. 488 （文言文）. 绥安令，武帝永初三年，分宣城之广德、吴兴之故鄣、长城及阳羡、义乡五县立。  本文含有此來源中屬於公有领域的内容。
28. ↑  沈约.  . 维基文库. 488 （文言文）. 甲戌，割扬州之义兴郡属南徐州。  本文含有此來源中屬於公有领域的内容。
29. ↑  萧子显.  . 维基文库. 510-526 （文言文）.  本文含有此來源中屬於公有领域的内容。
30. ↑  安徽省建置沿革志（1998年），第1126页
31. ↑  魏徵.  . 维基文库. 636 （文言文）. 绥安旧曰石封。  本文含有此來源中屬於公有领域的内容。
32. ↑  魏徵.  . 维基文库. 636 （文言文）. 梁末立大梁郡，又改为陈留。  本文含有此來源中屬於公有领域的内容。
33. ↑  姚思廉.  . 维基文库. 636 （文言文）. 龛平，以功授散骑侍郎、假节、雄信将军、青州刺史，资割故鄣、广德置广梁郡，以详为太守。  本文含有此來源中屬於公有领域的内容。
34. ↑  姚思廉.  . 维基文库. 636 （文言文）. 侯景平后，追录前后战功，加通直散骑常侍，封广德县侯，邑五百户。  本文含有此來源中屬於公有领域的内容。
35. ↑  姚思廉.  . 维基文库. 636 （文言文）. （二年）八月景寅，以广梁郡为陈留郡。  本文含有此來源中屬於公有领域的内容。
36. ↑  魏徵.  . 维基文库. 636 （文言文）. 绥安旧曰石封，平陈，改名焉。……平陈，郡废，省大德、故鄣、安吉、原乡四县入焉。  本文含有此來源中屬於公有领域的内容。
37. ↑  欧阳修; 宋祁; 范镇.  . 维基文库. 1060 （文言文）. 广德，紧。本绥安。武德三年以县置桃州，并置桐陈、怀德二县。  本文含有此來源中屬於公有领域的内容。
38. ↑  广德风物（2012年），第189页
39. ↑  欧阳修; 宋祁; 范镇.  . 维基文库. 1060 （文言文）. 七年州废，省桐陈、怀德，以绥安来属。  本文含有此來源中屬於公有领域的内容。
40. ↑  欧阳修; 宋祁; 范镇.  . 维基文库. 1060 （文言文）. 至德二载更名。  本文含有此來源中屬於公有领域的内容。
41. ↑  房玄龄.  . 维基文库. 945 （文言文）. 广德汉故鄣县，属丹阳郡。宋分宣城之广德、吴兴之故鄣，置绥安县。至德二年九月，改为广德，以县界广德故城为名。  本文含有此來源中屬於公有领域的内容。
42. ↑  中国行政区划通史（五代十国）（2014年），第671页
43. ↑  陆游.  . 维基文库. 1170 （文言文）. 盖南唐都金陵，故当涂、芜湖、铜陵、繁昌、广德、青阳并江宁、上元、溧阳、溧水、句容凡十一县，皆隶畿内。今建康为行都，而才有江宁等五邑，有司所当议也。  本文含有此來源中屬於公有领域的内容。
44. ↑  中国行政区划通史（五代十国）（2014年），第672页
45. ↑  乐史.  . 维基文库. 983 （文言文）. 本宣州广德县，伪唐保大八年改为广德制置。皇朝太平兴国四年建为军，管广德一县。  本文含有此來源中屬於公有领域的内容。
46. ↑  广德县志（2013年），第4页
47. ↑  岳珂.  . 维基文库. 1218 （文言文）. 起离建康府，至广徳军界，与金人六次见阵。收复溧阳县，及于常州界以来邀击金人，袭逐至镇江府。  本文含有此來源中屬於公有领域的内容。
48. ↑  脱脱等.  . 维基文库. 1343 （文言文）.  本文含有此來源中屬於公有领域的内容。
49. ↑  张廷玉.  . 维基文库. 1739 （文言文）. 广德州元广德路，属江浙行省。  本文含有此來源中屬於公有领域的内容。
50. 1 2  广德县志（1996年），第44页
51. ↑  张廷玉.  . 维基文库. 1739 （文言文）. 太祖丙申年六月曰广兴府。洪武四年九月曰广德州。十三年四月以州治广德县省入，直隶京师。  本文含有此來源中屬於公有领域的内容。
52. ↑  张廷玉.  . 维基文库. 1739 （文言文）. 南京《禹贡》扬、徐、豫三州之域。……永乐元年正月仍称南京。  本文含有此來源中屬於公有领域的内容。
53. 1 2 3 4 5 6 7  高顺艳. 九思 , 编. . 安庆师范大学学报(社会科学版) (安徽省安庆市: 安庆师范大学). 2004, 23 (1): 48-51. CN 34-1329/C. ISSN 1003-4730. doi:10.3969/j.issn.1003-4730.2004.01.016. CNKI AQSS200401015 （中文（中国大陆））.
54. 1 2 3 4 5  蒋静. 钱立青 , 编. . 合肥师范学院学报 (安徽省合肥市: 合肥师范学院). 2021, 39 (4): 19-26. CN 34-1303/G4. ISSN 1674-2273. doi:10.3969/j.issn.1674-2273.2021.04.005. CNKI AFJY202104005 （中文（中国大陆））.
55. ↑  广德文史资料（第一辑）（1986年），第100-101页
56. ↑  安史. . 安徽文化网. 2008-06-20  [2022-04-01]. （原始内容存档于2016-03-04） （中文（中国大陆））.
57. 1 2  广德文史资料（第一辑）（1986年），第102页
58. 1 2  中国古今地名大词典（2005年），第1422页
59. 1 2  中国共产党广德地方史（第一卷）（2011年），第18页
60. ↑  中国共产党广德地方史（第一卷）（2011年），第20页
61. ↑  中国共产党广德地方史（第一卷）（2011年），第35页
62. 1 2 3 4 5  . 安徽省图书馆.   [2022-04-29]. （原始内容存档于2022-05-01） （中文（中国大陆））.
63. ↑  中国共产党广德地方史（第一卷）（2011年），第36-37页
64. ↑  中国共产党广德地方史（第一卷）（2011年），第37页
65. ↑  中国共产党广德地方史（第一卷）（2011年），第41页
66. ↑  中国共产党广德地方史（第一卷）（2011年），第49页
67. ↑  中国共产党广德地方史（第一卷）（2011年），第53页
68. ↑  中国共产党广德地方史（第一卷）（2011年），第54-55页
69. ↑  广德暴动（1988年），第1页
70. ↑  中国地方政府体制结构（2001年），第114页
71. ↑  中國現代化的區域研究（2015年），第128页
72. ↑  胡佳音. 李荣 , 编.  (PDF). 资阳日报 (四川省资阳市: 中共资阳市委). 2015-05-24  [2019-06-16]. CN 51-0036. （原始内容存档 (PDF)于2022-04-05） （中文（中国大陆））.
73. ↑  高明明. 江河 , 编. . 日本侵华史研究 (江苏省南京市: 侵华日军南京大屠杀遇难同胞纪念馆、南京出版社有限公司). 2014, (03): 106-114. CN 32-1877/K. ISSN 2096-4587. doi:10.13740/b.cnki.jiiohr.2014.03.015. CNKI NJTS201403017 （中文（中国大陆））.
74. 1 2 3 4 5 6 7  广德县志（2013年），第161页
75. ↑  广德文史资料（第五辑）（1995年），第45页
76. 1 2 3  广德文史资料（第五辑）（1995年），第53页
77. 1 2  中国古今地名大词典（2005年），第2303页
78. 1 2 3 4  王建卿; 卓倬. . 军工文化 (北京市: 中航出版传媒有限责任公司). 2018, (08): 38-40. CN 11-5629/G0. ISSN 1674-1714 （中文（中国大陆））.
79. ↑  连政 (编). . 观察者网. 2020-12-31  [2022-03-27]. （原始内容存档于2022-03-29） （中文（中国大陆））.
80. ↑   [誓节渡]. Encyclopedia Astronautica.   [2022-05-19]. （原始内容存档于2016-12-28） （英语）.
81. ↑  广德县志（2013年），第12页
82. ↑  宣城市政府政务新媒体中心. . 宣城市人民政府. 2022-03-29  [2022-05-22]. （原始内容存档于2022-03-28） （中文（中国大陆））. 2001年1月，宣城市正式成立。
83. 1 2  广德县志（2013年），第39页
84. 1 2  . 新华网. 2006-09-07  [2011-04-03]. （原始内容存档于2017-04-01） （中文（中国大陆））.
85. ↑  . 新华网. 2006-06-04  [2011-04-03]. （原始内容存档于2017-04-01） （中文（中国大陆））.
86. ↑  今日广德. . 广德旅游. 广德县旅游局. 2008-08-11  [2011-04-03]. （原始内容存档于2008-09-30） （中文（中国大陆））.
87. ↑  . 星岛网刊.   [2011-04-03]. （原始内容存档于2011-04-13） （中文（中国大陆））.
88. ↑  安徽省人民政府.  . 维基文库. 2006-12-30 （简体中文）.  本文含有此來源中屬於公有领域的内容。
89. ↑  . 安徽省人民政府. 安徽省人民政府. 2007-02-07  [2022-01-21]. （原始内容存档于2022-01-21） （中文（中国大陆））. 确定宁国市、桐城市、无为县、霍山县、歙县、来安县、怀远县、涡阳县、界首市、砀山县10个县，加上毗邻苏浙地区的广德县和国家扶贫工作重点县——岳西县，共12个县为试点县。
90. ↑  . 广德市人民政府. 广德市政府（办公室）. 2021-05-18  [2022-01-31]. （原始内容存档于2022-01-31） （中文（中国大陆））.
91. ↑  . 安徽省人民政府. 安徽省人民政府办公厅. 2019-08-06  [2022-05-29]. （原始内容存档于2022-01-20） （中文（中国大陆））.
92. ↑  . 新华网. 中国文明网. 2020-11-10  [2022-10-28]. （原始内容存档于2022-10-28） （中文（中国大陆））.
93. 1 2 3  广德县志（1996年），第45页
94. ↑  Google Inc.  (地图). Google Inc. 2022-05-20  [2022-05-20].
95. ↑  Google Inc.  (地图). Google Inc. 2022-05-20  [2022-05-20].
96. ↑  Google Inc.  (地图). Google Inc. 2022-05-20  [2022-05-20].
97. ↑  Google Inc.  (地图). Google Inc. 2022-05-20  [2022-05-20].
98. ↑  . 广德市人民政府. 广德市政府（办公室）. 2021-05-18  [2022-05-15]. （原始内容存档于2022-04-12） （中文（中国大陆））.
99. ↑   (纪录片). CCTV科教.  事件发生在 21:24. 2016-09-27  [2022-05-23]. （原始内容存档于2022-06-07） –YouTube （中文（中国大陆））.
100. ↑  广德县志（2013年），第99页
101. 1 2 3  广德县志（2013年），第105页
102. ↑  广德县志（2013年），第105-106页
103. ↑  广德县志（2013年），第106页
104. 1 2  广德县水利志（1987年），第14页
105. 1 2  广德县水利志（1987年），第13页
106. 1 2 3 4 5  广德县志（2013年），第109页
107. ↑  . 广德市人民政府. 广德市政府（办公室）. 2021-09-09  [2022-01-31]. （原始内容存档于2022-01-31） （中文（中国大陆））.
108. 1 2 3  广德县志（2013年），第110页
109. ↑  广德县志（2013年），第111页
110. ↑  . 中国气象局.   [2022-03-27]. （原始内容存档于2022-03-27） （中文（中国大陆））.
111. ↑  . 中国气象局.   [2024-03-26] （中文（中国大陆））.
112. ↑  广德县志（2013年），第114页
113. ↑  广德县志（1996年），第79页
114. ↑  . 中华人民共和国住房和城乡建设部. 2017-10-27  [2022-05-16]. （原始内容 (doc)存档于2020-01-30） （中文（中国大陆））.
115. ↑  . 民政部门户网站. 2020-03-16  [2022-05-15]. （原始内容存档于2020-03-23） （中文（中国大陆））.
116. 1 2 3 4 5 6  杨世英. 徐莉 , 编. . 安徽农学通报(下半月刊) (安徽省合肥市: 安徽省农学会). 2009, 15 (20): 20-21+71. CN 34-1148/S. ISSN 1007-7731. doi:10.3969/j.issn.1007-7731.2009.20.011. CNKI XDNX200920012 （中文（中国大陆））.
117. ↑  广德县志（2013年），第40页
118. ↑  广德县志（1996年），第78页
119. ↑  广德县志（2013年），第136页
120. ↑  广德县志（2013年），第38页
121. ↑  广德县志（2013年），第29页
122. ↑  . 国家林业和草原局政府网. 2006-10-12  [2022-04-02]. （原始内容存档于2022-04-01） （中文（中国大陆））.
123. ↑  洪海龙. 徐世红 , 编. . 安徽农学通报 (安徽省合肥市: 安徽省农学会). 2020, 26 (16): 75+97. CN 34-1148/S. ISSN 1007-7731. doi:10.16377/j.cnki.issn1007-7731.2020.16.025. CNKI AHNB202016025 （中文（中国大陆））.
124. 1 2  洪曙光; 张群; 汪伟. . 中国矿业报 (北京市: 自然资源部中国地质调查局). 2022-01-06. CN 11-0099. doi:10.28106/n.cnki.nckyb.2022.000011 （中文（中国大陆））.
125. ↑  广德县志（2013年），第119页
126. 1 2  广德县志（2013年），第120页
127. 1 2 3  广德县水利志（1987年），第16页
128. 1 2 3  广德县志（2013年），第117页
129. 1 2  市融媒体中心. . 广德市人民政府. 2022-03-14  [2022-04-02]. （原始内容存档于2022-04-02） （中文（中国大陆））.
130. ↑  新安晚报. . 安徽网. 2021-01-13  [2022-04-02]. （原始内容存档于2022-04-02） （中文（中国大陆））.
131. ↑  汪开利; 马文静; 程茜; 彭佳; 李婷婷. . 广德新闻网. 2022-01-06  [2022-04-02]. （原始内容存档于2022-04-02） （中文（中国大陆））.
132. 1 2  . 中国·国家地名信息库.
133. 1 2  广德年鉴（2021年），第268-288页
134. ↑  中国县域统计年鉴（2020年），第224页
135. 1 2  广德市统计局.  (PDF). 广德市人民政府. 2021-07-09  [2022-05-02]. （原始内容存档于2022-06-02） （中文（中国大陆））.
136. ↑  中华人民共和国政区大典（2014年），第2068-2075页
137. ↑  广德县志（1996年），第46页
138. 1 2 3 4 5 6 7  广德县志（1996年），第47页
139. 1 2  广德县志（1996年），第48页
140. ↑  广德县志（2013年），第49-50页
141. 1 2 3 4 5 6 7 8 9 10 11 12 13 14 15 16 17 18 19 20  广德县志（2013年），第50页
142. ↑  安徽省广德县地名录（1985年），第199页
143. ↑  安徽省广德县地名录（1985年），第200页
144. ↑  广德县志（2013年），第50-51页
145. 1 2  广德县志（2013年），第51页
146. ↑   (DOCX). 安徽省民政厅. 2021-06-18  [2023-04-13] （中文（中国大陆））.[]
147. ↑  程茜. 王志兵; 宁艳 , 编.  (PDF). 幸福广德 (安徽省广德市: 中共广德市委宣传部). 2021-07-06  [2022-05-04]. （原始内容存档 (PDF)于2022-06-02） （中文（中国大陆））.
148. ↑  . 宣城市人民政府. 宣城市统计局. 2021-06-10  [2022-01-21]. （原始内容存档于2022-01-21） （中文（中国大陆））.
149. ↑  广德年鉴（2021年），第3页
150. 1 2 3  广德县公路志（1999年），第295页
151. 1 2  广德县公路志（1999年），第297页
152. ↑  广德县公路志（1999年），第299页
153. 1 2 3 4  广德市统计局.  (pdf). 广德市人民政府（办公室）. 2023-04-07  [2024-01-26] （中文（中国大陆））.
154. ↑  张光逵. . 今日宣州 (安徽省宣州区: 中共宣城市宣州区委宣传部). 2018-06-27 （中文（中国大陆））.
155. ↑  乔雪峰. 乔雪峰; 夏晓伦 , 编. . 人民网. 2020-06-26  [2022-05-21]. （原始内容存档于2020-09-20） （中文（中国大陆））.
156. ↑  广德县志（2013年），第565页
157. ↑  吴江海. . 安徽在线-安徽日报. 新浪网.   [2022-04-02]. （原始内容存档于2022-04-02） （中文（中国大陆））.
158. ↑  广德县志（2013年），第1323页
159. ↑   [通用汽车和合作伙伴开设中国最大的试验场]. GM CORPORATE NEWSROOM. 2012-09-22  [2022-04-02]. （原始内容存档于2014-11-04） （英语）.
160. ↑  广德县志（2013年），第1142页
161. ↑  广德县志（2013年），第1079页
162. 1 2  广德县志（2013年），第162页
163. ↑  广德文史资料（第三辑）（1990年），第98页
164. 1 2 3  广德文史资料（第三辑）（1990年），第96页
165. 1 2 3 4  广德县志（1996年），第236页
166. 1 2  广德县水利志（1987年），第17页
167. 1 2 3  安徽省广德县地名录（1985年），第168页
168. ↑  . 知网百科.   [2022-05-29]. （原始内容存档于2022-06-07） （中文（中国大陆））.
169. ↑  广德县水利志（1987年），第35页
170. ↑  广德县水利志（1987年），第45页
171. ↑  广德县水利志（1987年），第65页
172. ↑  . 安徽省图书馆.   [2022-05-17]. （原始内容存档于2022-05-21） （中文（中国大陆））.
173. 1 2 3  . 广德市人民政府. 广德市政府（办公室）. 2021-09-09  [2022-01-22]. （原始内容存档于2022-01-22） （中文（中国大陆））.
174. 1 2  广德风物（2012年），第3页
175. 1 2  张雪丽. 聂根兰 , 编.  (PDF). 安徽工业大学学报(社会科学版) (安徽省马鞍山市: 安徽工业大学). 2020, 37 (05): 38-39+49  [2022-05-06]. CN 34-1215/C. ISSN 1671-9247. doi:10.3969/j.issn.1671-9247.2020.05.009. CNKI AHSK202005009. （原始内容存档于2022-05-06） （中文（中国大陆））.
176. ↑  江苏吴文化志（2013年），第2-3页
177. ↑  广德风物（2012年），第6页
178. ↑  广德风物（2012年），第7页
179. ↑  广德风物（2012年），第8页
180. ↑  秦首武. 王跃飞 , 编. . 铜陵职业技术学院学报 (安徽省铜陵市: 铜陵职业技术学院). 2012, 11 (03): 38-40. CN 34-1248/Z. ISSN 1671-752X. doi:10.16789/j.cnki.1671-752x.2012.03.018. CNKI TLZY201203018 （中文（中国大陆））.
181. ↑  广德文史资料（第一辑）（1986年），第72页
182. 1 2  张超. . 今日广德 (安徽省广德县). 2015-07-08 （中文（中国大陆））.
183. ↑  （清）李国相. 《广德州志》卷之六《舆地志·风俗》，乾隆刻本，中国科学院图书馆藏。“民间宴会，不尚丰腆，肴核数簋，宾客结欢而已。”
184. ↑  广德州志（2008年），第447页
185. ↑  广德风物（2012年），第99-112页
186. ↑   (影片). 北京市: 央视网.  事件发生在 20:51. 2015-08-26  [2022-05-21]. （原始内容存档于2022-05-21） （中文（中国大陆））.
187. 1 2  鲍士杰. . 杭州师范大学学报(社会科学版) (浙江省杭州市: 杭州师范大学). 1987, (02): 72-75. CN 33-1347/C. ISSN 1674-2338. CNKI HSXX198702014 （中文（中国大陆））.
188. 1 2 3 4 5  郑张尚芳. . 方言 (北京市: 中国社会科学院语言研究所). 1986, (01): 8-18. CN 11-1052/H. ISSN 0257-0203. CNKI FYZA198601001 （中文（中国大陆））.
189. ↑  广德县志（2013年），第1196-1197页
190. 1 2  叶祥苓. . 方言 (北京市: 中国社会科学院语言研究所). 1984, (01): 243-246. CN 11-1052/H. ISSN 0257-0203. CNKI FYZA198404001 （中文（中国大陆））.
191. ↑  中国语言地图集（汉语方言卷）（2012年），B2-12
192. ↑  广德县志（1996年），第508页
193. ↑  广德县志（2013年），第1131页
194. ↑  广德县志（1996年），第509页
195. ↑  广德县志（2013年），第1133页
196. 1 2  广德县志（2013年），第1134页
197. ↑  . 宣城新闻网. 宣城市广播电视台. 2018-12-06  [2024-02-02]. （原始内容存档于2024-02-02） （中文（中国大陆））.
198. 1 2  广德县志（2013年），第1135-1136页
199. ↑  陈国权. . 中国记者 (北京市: 新华通讯社). 2013, (3): 72–75. ISSN 1003-1146. CNKI ZGJZ201303043 （中文（中国大陆））.
200. 1 2 3  丁玲; 杨钊. . 绿色科技 (湖北省武汉市: 花木盆景杂志社). 2017, (3): 164-167. CN 42-1808/S. ISSN 1674-9944. doi:10.16663/j.cnki.lskj.2017.03.077. CNKI LVKJ201703077 （中文（中国大陆））.
201. 1 2  贡小妹. . 北方经济 (内蒙古自治区呼和浩特市: 内蒙古自治区宏观经济研究中心). 2012, (10): 48-51. CN 15-1154/F. ISSN 1007-3590. CNKI BFJJ201219019 （中文（中国大陆））.
202. ↑  GB/T 18972-2018：旅游资源分类、调查与评价（代替GB/T 18972-2003）．2017年12月29日公布，2018年7月1日实施．中华人民共和国国家质量监督检验检疫总局、中国国家标准化管理委员会．
203. ↑  王岳军. 谢蓓 , 编. . 北京印刷学院学报 (北京市: 北京印刷学院). 2021, 29 (S2): 29-31. CN 11-3136/TS. ISSN 1004-8626. doi:10.19461/j.cnki.1004-8626.2021.s2.010. CNKI BYXB2021S2010 （中文（中国大陆））.
204. ↑  广德县志（2013年），第1320页
205. ↑  广德县旅游局. 陈蓉 , 编. . 凤凰网. 2015-07-21  [2022-05-01]. （原始内容存档于2022-05-01） （中文（中国大陆））.
206. ↑  董艳芬.  (PDF). 市场星报 (安徽省合肥市: 安徽出版集团). 2016-10-16  [2022-05-06]. CN 34-0062. （原始内容存档 (PDF)于2022-05-06） （中文（中国大陆））.
207. ↑  毛玮静. . 澎湃新闻. 2021-11-13  [2022-05-01]. （原始内容存档于2021-11-14） （中文（中国大陆））.
208. ↑  王慧琼; 徐明章. 陈苏雅 , 编. . 深圳特区报 (广东省深圳市: 深圳报业集团). 2021-09-23  [2022-05-18]. （原始内容存档于2022-05-30） （中文（中国大陆））.
209. ↑  丛培斌. . 中国商论 (北京市: 中国商业联合会). 2022, (08): 163-165. CN 10-1337/F. ISSN 2096-0298. doi:10.19699/j.cnki.issn2096-0298.2022.08.163. CNKI ZGSM202208048 （中文（中国大陆））.
210. ↑  于成龙; 余国柱; 徐国相.  . 维基文库. 1736 （文言文）. 宋，倪涛，字巨济，广德人。  本文含有此來源中屬於公有领域的内容。
211. ↑  . 广德县图书馆.   [2022-04-01]. （原始内容存档于2022-04-01） （中文（中国大陆））.
212. ↑  . 广德县图书馆.   [2022-04-01]. （原始内容存档于2022-04-01） （中文（中国大陆））.
213. ↑  . 广德县图书馆.   [2022-04-01]. （原始内容存档于2022-04-01） （中文（中国大陆））.
214. ↑  . 广德县图书馆.   [2022-04-01]. （原始内容存档于2022-04-01） （中文（中国大陆））.
215. ↑  . 广德县图书馆.   [2022-04-01]. （原始内容存档于2022-04-01） （中文（中国大陆））.
216. ↑  . 广德县图书馆.   [2022-04-01]. （原始内容存档于2022-04-01） （中文（中国大陆））.
217. ↑  . 广德县图书馆.   [2022-04-01]. （原始内容存档于2022-04-01） （中文（中国大陆））.
218. ↑  . 广德县图书馆.   [2022-04-01]. （原始内容存档于2022-04-01） （中文（中国大陆））.

## 延伸阅读
概述
- 广德县地方志编纂委员会. 孙耀东 , 编. . 北京市: 方志出版社. 1996-11. ISBN 7-80122-119-2 （中文（中国大陆））.
- 广德县地方志编纂委员会. 陈骅; 胡修明; 张友耕; 高世民 , 编.  (PDF). 安徽省合肥市: 黄山书社. 2013-06. ISBN 978-7-5461-3601-1. （原始内容 (PDF)存档于2022-05-18） （中文（中国大陆））.

文化
- 江苏省地方志编纂委员会. . 江苏省南京市: 江苏科学技术出版社. 2013-04. ISBN 978-7-5345-9766-4. （原始内容存档于2022-05-15） （中文（中国大陆））.